# Istoria militară a Australiei
Istoria militară a Australiei cuprinde 220 de ani de istorie modernă a națiunii australiene, de la războaiele timpurii de la frontierele dintre aborigeni și europeni până la conflictele din Irak și Afganistan de la începutul secolului XXI. Deși această istorie este scurtă comparativ cu a multor altor națiuni, Australia a fost implicată activ în numeroase conflicte și războaie iar acestea precum și serviciul militar au avut o influență semnificativă pe mai multe planuri asupra societății australiene și a identității naționale.
Ca și colonie britanică, Australia a participat la războaiele mai mici ale Marii Britanii din secolul al XIX-lea, în vreme ce mai târziu, a fost parte beligerantă ca națiune independentă în Primul Război Mondial și în Al Doilea Război Mondial precum și în războaiele din Coreea, Malaezia, Borneo și Vietnam în timpul Razboiului Rece. În perioada de după Războiul din Vietnam, trupele australiene au luat parte la numeroase misiuni internaționale de pace prin intermediul Națiunilor Unite și a altor organizații, inclusiv în Războiul din Golf, Rwanda, Somalia, Timorul de Est și Insulele Solomon, în timp ce, mai recent, au luptat ca parte a trupelor multinaționale din Irak și Afganistan.
În total, în decursul acestor conflicte militare au pierit aproximativ 103.000 australieni.

## Războiul și societatea australiană
Pentru cea mai mare parte a secolului trecut, serviciul militar a reprezentat una din cele mai mari experiențe comune a bărbaților australieni albi, și, deși acesta a fost înlocuit ulterior de profesionalizarea armatei și absența războaielor majore în cea de-a doua jumătate a secolului XX, continuă să influențeze societatea australiană. Așa cum războiul și serviciul militar și-au definit influența în istoria Australiei, o parte majoră a identității naționale s-a construit pe conceptul idealizat al experienței de război australiene și a satisfacerii stagiului militar, cunoscut ca spiritul Anzac.. Campania Gallipoli din timpul Primului Război Mondial a fost unul din primele evenimente internaționale în care australienii au luat parte ca și australieni ceea ce a fost considerat ca fiind un eveniment cheie în crearea unui sentiment al identității naționale.
În mod egal, relația dintre război și societatea australiană a fost modelată de două dintre cele mai durabile teme ale culturii strategice australiene: bandwagoning - alierea unui stat mai slab cu unul mai puternic sau cu o coaliție pentru o putere politică echilibrată - și expeditionary warfare, războiul expediționar bazat pe organizarea eficientă și capacitatea logistică de a purta războaiele departe de baze și de casă. Politica defensivă australiană a fost strâns legată de cea a Marii Britanii până la momentul războiului din Pacific cu punctul culminant în anul 1942 când alianța alianța cu Statele Unite a rescris politica sa de securitate. Nu se poate afirma categoric că acest model de aliniere - atât din rațiuni culturale cum ar fi convingerile și valorile comune, cât și din preocupări de securitate mai pragmatice - a garantat Australiei o politică strategică definită prin relațiile sale de alianță. Indiferent însă, o tendință paralelă a fost aceea a unei complezențe strategice caracterizată adesea prin ignorarea problemelor de apărare și a managementului rațional al resurselor până în momentul apariției unei crize, și din aceste motive Australia s-a găsit nepregătită în momentele unor provocări militare majore.
Analizând paradigmele liberală și realistă ale teoriei relațiilor internaționale și conceptul de interes național se evidențiază un număr de alte teme importante ale culturii strategice australiene. Aceste teme includ: acceptarea statului suveran ca principal actor al politicilor internaționale, caracterul central al noțiunilor de suveranitate Wesfaliană (conceptul suveranității statului-națiune bazat pe două principii: teritorialitate și restrângerea completă a rolului factorilor externi străini de structurile autohtone), credința în relevanța durabilă și legitimitatea forțelor armate ca și garant al securității precum și în teoria conform căreia status quo-ul în afacerile internaționale ar trebui schimbat numai prin metode pașnice. Pe lângă acestea, multilateralismul, securitatea colectivă și apărarea încrederii în sine sunt alte teme importante.
Schimbarea a fost mai degrabă evolutivă decât revoluționară iar aceste comportamente strategice s-au dovedit deosebit de solide, fiind produsul tradiției politice democrate a societății australiene și a patrimoniului iudeo-creștin anglo-european împreună cu valorile asociate, credințele și ideologia religioasă, politică și economică. În mod egal, aceste comportamente sunt de asemenea expresia circumstanțelor geopolitice, acelea de a fi o putere medie eliminată prin dispunerea sa geografică de centrele de putere mondiale. Pentru a-și asigura securitatea în momentele de amenințare externă, Australia s-a văzut nevoită să recurgă la apărarea zonelor periferice și, probabil drept rezultat, a fost implicată frecvent în războaie străine, din alte părți. De-a lungul acestor conflicte, soldații australieni au fost remarcați, poate paradoxal, pentru abilitățile de luptatori și calitățile umanitare.

## Perioada Colonială

### Trupele britanice din Australia, 1788–1870

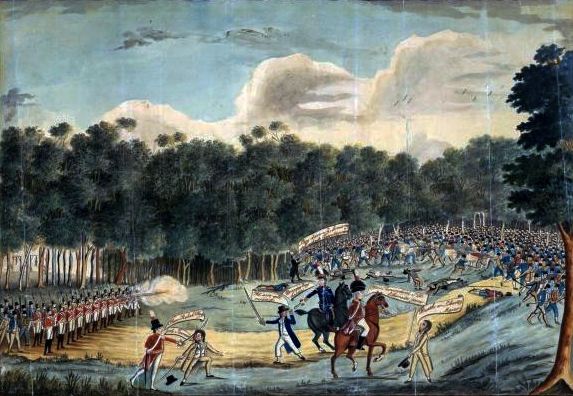
Pictură reprezentând rebeliunea deţinuţilor de la Castle Hill

Din 1788 până în 1870, apărarea coloniilor australiene a căzut în sarcina trupelor regulate ale Armatei Britanice. Inițial, soldații Marinei Regale asigurau protecția așezărilor timpurii din Sydney Cove și Insula Norfolk dar au fost eliberați de această îndatorire în 1790 odată cu înlocuirea de către o unitate formată din soldați recrutați special cu scopul îndeplinirii serviciilor coloniale, New South Wales Corps. Această unitate a fost implicată ulterior în înăbușirea rebeliunii deținuților irlandezi din Castle Hill în 1804. Curând însă, deficiențele unității au convins Ministerul de Război de necesitatea unei garnizoane de încredere în Noul Wales de Sud și Van Diemen’s Land, numele inițial dat Tasmaniei. La originea neajunsurilor a stat Rebeliunea Romului, o lovitură de stat încercată în anul 1808 de către ofițeri ai acestei unități. În consecință, în ianuarie 1810, Regimentul 73 Infanterie (Perthshire) a sosit în Australia. Până în 1870, 25 de regimente de infanterie britanice au servit în Australia având un număr redus de unități de artilerie și geniști.
Deși principalul rol al Armatei Britanice a fost protecția coloniilor împotriva atacurilor externe, nicio amenințare reală nu s-a materializat. În schimb a fost utilizată în misiuni polițienești, paza deținuților din penitenciare, misiuni de capturare a evadaților care aveau abilitățile de a supraviețui condițiilor australiene, reprimarea revoltelor și rebeliunilor - precum Rebeliunea Bathurst din 1830 - și suprimarea rezistenței aborigene la extinderea așezărilor europene. O implicare notabilă a soldaților britanici este cea din bătălia de la Baricada Eureka, din 1954, singura rebeliune armată din istoria Australiei. În această rebeliune au fost implicați căutatorii de aur de la Filonul Eureka din Ballarat, Victoria iar violenta confruntare s-a soldat cu moartea a 28 de persoane, 6 fiind soldați britanici. Membri ai regimentelor britanice din Australia au mai activat de asemenea în India, Afganistan, Noua Zeelandă și Sudan.
În perioada colonizării timpurii, defensiva navală a Australiei a fost executată de vase ale Marinei Regale detașate din Flota Indiilor de Est, cu baza la Sydney. În 1859, a fost creată o flotă de sine stătătoare aflată sub comanda unui comodor, marcând momentul în care navele Marinei Regale vor staționa permanent în Australia. Marina Regală a rămas principala forță navală din Australia până în 1913, când Flota Australiană a tranferat responsabilitățile sale Marinei Regale Australiene; depozitele Marinei Regale, șantierele navale și restul structurilor, facilităților și utilităților au fost donate poporului australian.

### Războiul frontierelor, 1788–1930

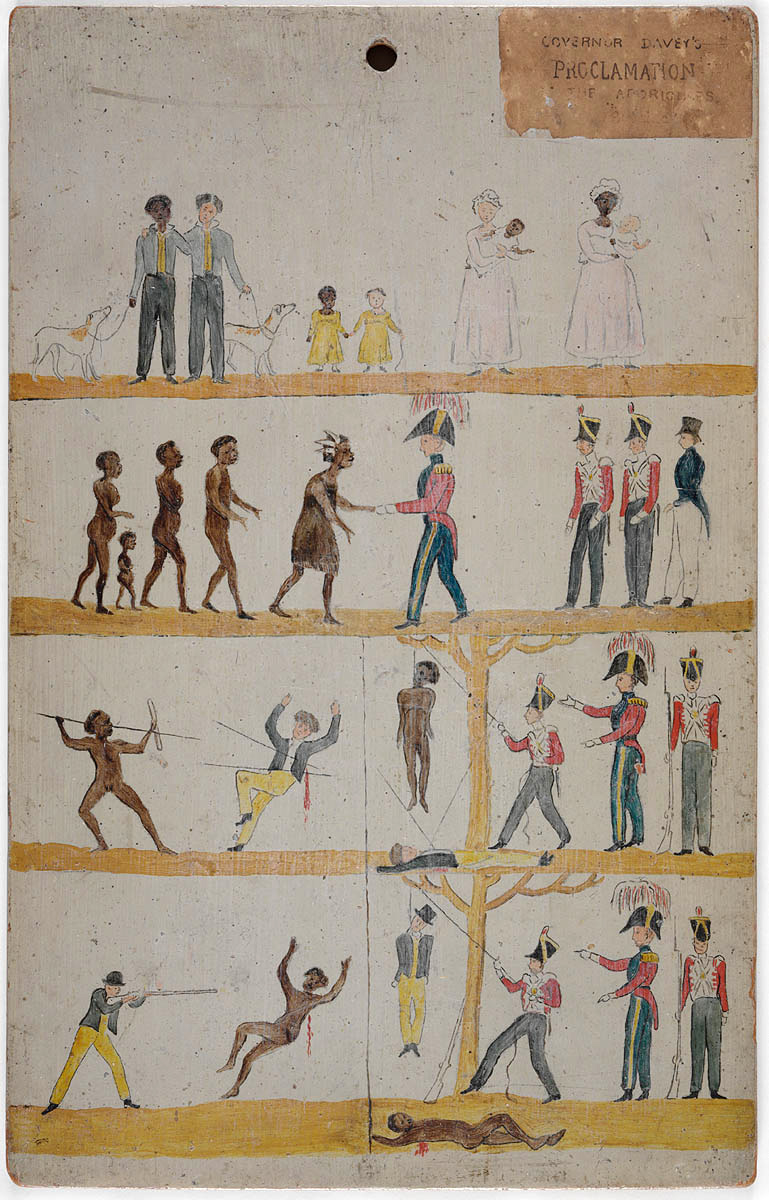
Afiş publicat în Van Diemen's Land (Tasmania) în timpul Războiului Negru ilustrând politica de prietenie și egalitate juridică

Reacțiile indigenilor la apariția bruscă a coloniștilor britanici în Australia au fost variate, dar au devenit ostile în mod inevitabil atunci când prezența coloniștilor a condus către o competiție asupra resurselor și la ocuparea teritoriilor aborigenilor. Bolile europene au decimat populațiile native iar ocuparea sau distrugerea pământurilor și a resurselor de hrană a dus la foamete în rândurile acestora. Nici britanicii și nici populațiile aborigene nu au abordat conflictul într-un sens organizat iar ciocnirile s-au produs între grupuri de coloniști și triburi individuale mai degrabă decât un război sistematic. Cu timpul, luptele de frontieră au implicat soldați britanici și, mai târziu, unități ale poliției călare. Nu toate triburile au opus rezistență la încălcarea oamenilor albi a teritoriilor lor, mulți aborigeni servind în trupele poliției călare și fiind activi în atacurile desfășurate împotriva altor triburi.
Luptele dintre aborigeni și europeni s-au localizat acolo unde aborigenii nu format confederații capabile să opună rezistență. Drept rezultat, nu a existat un singur război ci mai degrabă o serie de angajamente violente și masacre desfășurate pe întreg continentul. Organizat sau nu, acesta a constituit un model de război de frontiere împotriva rezistenței aborigenilor, începând cu secolul XVIII și continuând până la începutul secolului al XX-lea. Acest război contrazice idealul de soluționare pașnică a conflictelor de colonizare din Australia. Confruntați cu rezistența aborigenilor, coloniștii au reacționat adesea cu violență Aboriginal resistance settlers often reacted with violence, rezultând într-o serie generalizată de masacre. Printre cele mai cunoscute este și bătălia de la Pinjarra din Australia de Vest, în 1834. Acest gen de incidente sângeroase nu erau sancționate oficial dar după Masacrul de la Myall Creek din Noul Wales de Sud, din 1838, șapte europeni au fost spânzurați pentru implicarea lor în asasinate. În Tasmania, așa-numitul Război Negru s-a purtat între 1826 și 1832 și a vizat transformarea teritoriilor nativilor în peninsule izolate. Început printr-un eșec al trupelor britanice, războiul a rezultat în final în pierderi considerabile în rândurile populației native.
Totuși, poate părea inexactă și exagerată o reprezentare unilaterală a conflictului ca o distrugere a aborigenilor de către europeni. Deși mai mulți aborigei au pierit in decursul luptelor decât europeni, aceasta este legat de avantajul tehnologic și logistic al forțelor europene. Tacticile indigenilor erau variate dar se bazau pe experiența vânătorii și a antrenamentelor de luptă prin utilizarea sulițelor, bâtelor și a altor arme primitive. Spre diferență de triburile indigene din Noua Zeelandă și America de Nord, nativii australieni au eșuat în încercările de adaptare pentru o confruntare eficientă cu europenii. Deși au existat situații când indivizi sau grupuri au achiziționat și utilizat armele de foc, aceasta nu a fost o caracteristică generalizată. Aborigenii nu au contituit vreodată o amenințare militară serioasă la adresa coloniștilor europeni în ciuda temerii pe care coloniștii și-o creaseră. Ocazional, mari grupuri aborigene atacau coloniștii în câmp deschis, urmând lupte convenționale în care indigenii încercau să beneficieze de avantajul superiorității numerice. Uneori strategia se dovedea eficientă, aceștia avansând în formațiuni de semilună în încercarea de a încercui adversarii, așteptau prima salvă apoi aruncând sulițele în vreme ce coloniștii reîncărcau armele. Dar, de obicei, strategia se dovedea mai costisitoare pentru aborigeni decât pentru europeni.
Deși piesa de rezistență în succesul militar al europenilor a fost utilizarea armelor de foc, avantajul conferit de acestea este de multe ori supraestimat. Anterior secolului al XIX-lea, armele de foc erau adesea muschete ancombrante, arme cu un singur glonț care se reîncărcau greoi pe la gura țevii și flinte cu un singur glonț și cu sisteme de blocare din silex. Astfel de arme aveau o rată de tragere scăzută în vreme ce rata de blocare era foarte mare iar acuratețea scădea mult la țintele mai depărtate de 50 de metri. Aceste deficiențe puteau conferi un oarecare avantaj aborigenilor permițându-le să se apropie pentru a-și putea folosi sulițele și bâtele. Începând cu 1850 dezvoltarea semnificativă a armelor de foc a oferit europenilor un avantaj distinct, odată cu disponibilitatea revolverului Colt cu șase gloanțe, a puștii Snider-Enfield cu un singur glonț dar cu încărcare pe la culată și, mai târziu, a carabinei Martini-Henry care avea o rată de foc comparabilă cu a puștii Winchester. Aceste noi arme, folosite în câmp deschis, combinate cu mobilitatea superioară asigurată de cai pentru încercuirea indigenilor, s-au dovedit adesea foarte eficiente. Europenii au mai trebuit să își adapteze tacticile bazate pe deplasarea rapidă la confruntările cu inamici ascunși, aceasta implicând atacuri de noapte prin surprindere și poziționarea trupelor spre a forța nativii către faleze și stânci abrupte sau în râuri de unde puteau fi atacați de pe ambele maluri.

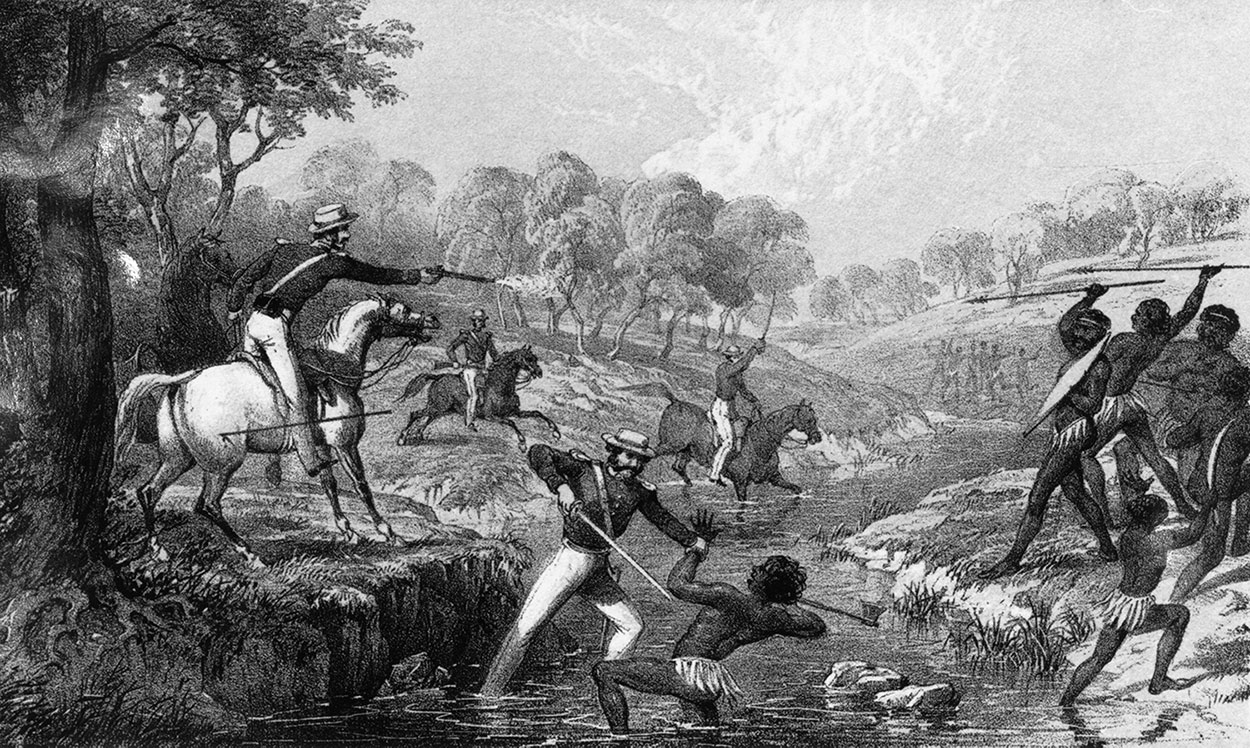
Poliţia călare atacând aborigenii în timpul Masacrului de la Slaughterhouse Creek, 1838

Conflictul a durat peste 150 de ani iar frontul de luptă a urmat modelul colonizării britanice din Australia. Începută cu sosirea și stabilirea primilor europeni în mai 1788 în Noul Wales de Sud, a continuat în Sydney și împrejurimi până în anii 1820. Pe măsură ce frontiera se muta spre vest, la fel se mutau si conflictele împingând linia spre zonele periferice depărtate din Noul Wales de Sud în anii 1840. În Tasmania, luptele pot fi urmărite din 1804 până în deceniul al treilea al aceluiași secol iar în Victoria și regiunile sudice ale Australiei de Sud majoritatea violențelor au avut loc între 1830 și 1840. Regiunea sud-vestică a Australiei de Vest a experimentat luptele între anii 1829 și 1850 în timp ce războiul în Queensland a început în zona adiacentă orașului Brisbane în jurul anului 1840 și a continuat până în 1860, mutându-se către centrul Queenslandului între 1850 și 1860 apoi în nord până în 1900. In Australia de Vest, violențete s-au mutat spre nord simultan cu deplasarea pe aceeași direcție a așezărilor europene, atingând regiunea Kimberley în 1880 în vreme ce alte confruntări au avut loc până spre anii 1920. În Teritoriul de Nord conflictul a durat chiar mai mult, în special în zona centrului Australiei, din 1880 până în 1930. O estimare a pierderilor de vieți cuantifică 2500 de morți de partea europenilor în vreme ce peste 20000 de aborigeni au pierit. Cu mult mai devastatoare au fost însă efectele bolilor europene care au redus semnificativ populațiile native până la începutul secolului XX, un fapt care este posibil să fi afectat capacitatea lor de rezistență în fața expansiunii teritoriale a coloniștilor..

### Războaiele Noii Zeelande, 1861–1864

#### Războiul Taranaki

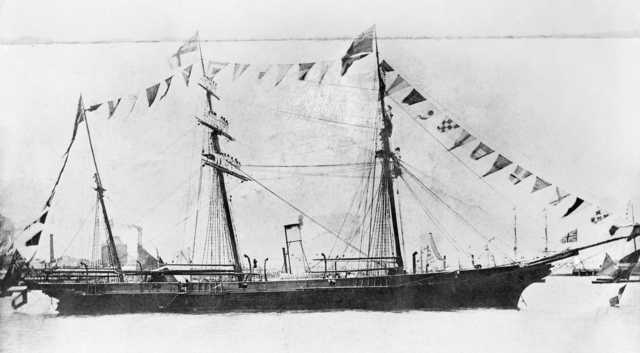
HMCSS Victoria în 1867

în 1861, vasul victorian HMCSS Victoria a fost detașat pentru a ajuta guvernământul colonial neo zeelandez în războiul împotriva populației Māori din regiunea Taranaki. Victoria a fost folosită ulterior pentru misiuni de patrulare și suport logistic dar un mare număr din personalul de la bordul său a fost implicat activ în acțiuni împotriva fortificațiilor maori. Un marinar a murit în urma rănii provocate de declanșarea accidentală a unei arme în timpul debarcării.

#### Invazia din Waikato
Catre sfârșitul anului 1863, guvernul Noii Zeelande a solicitat trupe care să ajute la invazia provinciei Waikato. Promițând voluntarilor permisiunea de a coloniza pământurile confiscate, mai mult de 2500 de australieni (mai bine de jumătate dintre aceștia erau din Victoria) au fost recrutați pentru a a forma patru regimente Waikato. Alți australieni au devenit cercetași în cadrul Company of Forest Rangers, Compania Pădurarilor. În ciuda condițiilor dificile, australienii nu s-au confruntat cu lupte grele și au fost folosiți, în principal, în misiuni de patrulare și ca membri ai garnizoanelor. Au fost implicați în acțiunile de la Matarikoriko, Pukekohe East, Titi Hill, Orakau și Te Ranga. Se crede că mai puțin de 20 au fost uciși în acțiunile militare. Conflictul s-a încheiat în anul următor iar regimentele Waikato Regiments desființate în 1867. Deși o mare parte a soldaților au decis să solicite terenurile agricole la încetarea ostilităților, majoritatea s-au retras în orașe în timp ce alții s-au întors în Australia.

### Trupele militare coloniale, 1870–1901
Din 1870 până în 1901, fiecare din cele șase guvernaminte era responsabil pentru propria apărare. Coloniile au câștigat dreptul la guvernământul responsabil între 1855 și 1890 și, în vreme ce Biroul Colonial din Londra păstra controlul asupra unor domenii, s-a cerut guvernatorului fiecărei colonii să crească efectivele și autoritatea propriilor miliții. În acest scop au fost investiți de către Coroana Britanică cu autoritatea de a organiza și dezvolta forțele navale și militare. Inițial acestea erau trupe auxiliare aflate în sprijinul trupelor regulate britanice dar cand suportul militar pentru colonii a luat sfârșit în 1870, coloniile și-au asumat propriile responsabilități defensive. Trupele coloniale militare includeau armate formate din voluntari fără plată, soldați cetățeni plătiți și o mică parte cu tentă de armată profesionistă, permanentă. Ele formau în principal unități de infanterie, cavalerie și infanterie călare dar nu erau cantonate în cazârmi și nici nu se supuneau unei discipline militare depline. Chiar și după reformele semnificative din anii 1870 - care prevedeau extinderea efectivelor trupelor permante pentru a include geniști și unități de artilerie - aceste trupe militare erau prea mici și dezechilibrate pentru a fi considerate o armată în sens modern. În 1885, trupele numărau 21.000 de oameni. Deși aceștia nu puteau fi obligați să servească peste mări, mulți voluntari australieni au fost remarcați în conflictele din Imperiul Britanic în decursul secolului al XIX-lea, din colonii strângându-se contingente pentru a servi în Sudan, Africa de Sud și China..
În ciuda reputației de inferioritate a coloniilor, multe din unitățile adunate de la nivel local erau bine organizate, disciplinate, profesioniste și bine antrenate. Pe parcursul acestei perioade, defensiva Australiei era în principal centrată pe o deplasare a trupelor în jurul unei apărări statice prin combinarea infanteriei și artileriei și bazată pe garnizoane cantonate în forturile de coastă. În anii 1890, s-au îmbunătățit comunicațiile feroviare principalele colonii estice continentale conduse de generalul maior James Edwards - care realizase o inspectare recentă a forțelor militare coloniale - în credința că aceste colonii puteau fi apărate printr-o mibilizare rapidă a brigăzilor de infanterie. Drept consecință, acesta a dispus o restructurare a apărării și stabilirea unor înțelegeri defensive între colonii. Edwards a argumentat în favoarea federalizării trupelor coloniale și a profesionalizării armatei - obligand-o să servească în orice zonă a Pacificului de Sud - pentru înlocuirea trupelor de voluntari. Aceste idei au găsit sprijin în comandant al Noului Wales de Sud, generalul maior Edward Hutton, dar suspiciunile coloniilor mai mici față de Noul Wales de Sud și Victoria au dus la trecerea în anonimat a propunerilor. Deși aceste reforme au rămas neîncheiate, problemele de apărare au accelerat dezbaterile cu privire la organizarea unei federații politice a coloniilor.
Cu excepția Australiei de Vest, coloniile au dispus de propria flotă de vase coloniale. În anul 1856, Victoria a primit propria navăr HMCSS Victoria iar angrenarea sa în timpul primului Răznoi Tanaki din 1860, în Noua Zeelandă, a marcat prima ocazie în care un vas de război australian a fost angajat în lupte peste mări. Flota colonială s-a extins semnificativ la mijlocul anilor 1880 și a cuprins un număr de canoniere și vedete torpiloare pentru apărarea porturilor și râurilor precum și unități navale pentru necesarul de marinari și forturi. Victoria a devenit cea mai puternică dintre toate coloniile din punct de vedere al capacităților militare navale deținând nava armată în oțel HMVS Cerberus în serviciu activ din 1870 și nava de război cu aburi HMS Nelson  împrumutate de la Marina Regală, trei canoniere mai mici și cinci vedete torpiloare. Noul Wales de Sud a format o Brigadă Navală în 1863 iar până la finalul secolului avea două vedete torpiloare mici și o corvetă. Forța Maritimă de Apărare Queensland a fost înființată în 1885 în vreme ce Australia de Sud opera o singură navă, HMCS Protector. Tasmania avea și ea un mic corp de vedete torpiloare iar singura navă defensivă a Australiei de Vest forma Fremantle Naval Artillery. Personalul naval din Noul Wales de Sud și Victoria a luat parte la reprimarea Revoltei Boxerilor din China din 1900, iar HMCS Protector a fost trimis de Australia de Sud dar nu a intrat în focul acțiunilor. Coloniile au deținut un control separat asupra capacităților lor militare și navale până la la formarea  Federației Australiene din 1901, când acestea au fost cumulate și plasate sub controlul noului Commonwealth al Australiei..

### Sudan, 1885

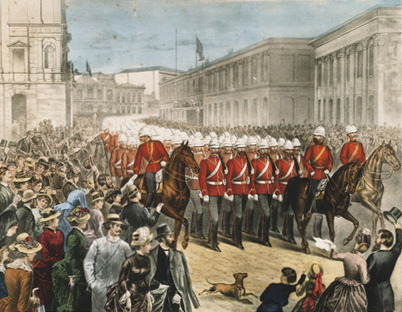
Plecarea Contingentului Noului Wales de Sud, 1885.

În perioada de la începutul anilor 1880, regimul egiptean din Sudan, sprijinit de britanici, se clătina sub amenintarile rebeliunii conduse de Muhammad Ahmad (sau Ahmed), cunoscut ca "Mahdi" adepților săi. În 1883, ca parte a Războiului Mahdist, egiptenii au trimis armata pentru a reprima revolta dar au fost învinși și s-au confruntat cu o campanie dificilă de extracție a trupelor. Britanicii au sfătuit regimul egiptean sa abandoneze Sudanul și l-au trimis pe generalul Charles Gordon pentru a coordona evacuarea dar acesta a fost ucis în ianuarie 1885. Când știrea morții generalului a ajuns în Noul Wales de Sud, guvernul s-a oferit să trimită trupe și să suporte costurile contingentului.
Contingentul Noului Wales de Sud, format dintr-un batalion de 522 de soldați și 24 de ofițeri și un batalion de artilerie de 212 oameni, a plecat din Sydney la 3 martie 1885 și a navigat până la debarcarea în portul Suakin din nord-estul Sudanului de la 29 martie, fiind atașați unei brigăzi constituite din scoțieni, grenadieri și personal al corpului de gardă Coldstream. Ulterior, aceștia au marșat spre Tamai într-o formațiune mare pătratică formată din 10.000 de soldați. Ajungând în oraș, au incendiat corturile și s-au întors la Suakin: trei australieni au fost răniți în luptele minore purtate. Majoritatea contingentului a fost trimisă pentru a lucra la linia feroviară care se întindea de-a lungul deșertului către orașul Berber, situat pe malul Nilului. Apoi australienilor le-au fost desemnate misiuni de pază dar, la scurt timp, s-a organizat un corp de cămile iar 50 de oameni s-au oferit voluntari. Unitatea a efectuat o calatorie de recunoaștere spre Takdul la 6 mai și au fost puternic implicați în ambuscade în decursul cărora au fost uciși sau capturați mai mult de 100 de arabi. La 15 mai, au îndeplinit o ultimă misiune pentru a îngropa soldații uciși în luptele din martie. Artileria a fost dispusă la Handoub și a efectuat instrucții militare timp de o lună apoi a revenit în tabăra de la Suakin.
Guvernul britanic a decis că această campanie din Sudan nu merită efortul pe care îl presupunea și a decis să lase doar o garnizoană la Suakin. Contingentul Noului Wales de Sud a navigat către casă plecând la 17 mai și sosind în Sydney pe 19 iuni 1885. Aproximativ 770 australieni au servit în Sudan; nouă au murit ulterior în urma bolilor căpătate în timpul călătoriei de întoarcere iar trei au fost răniți în timpul campaniei.

### Al Doilea Război Bur, 1899–1902

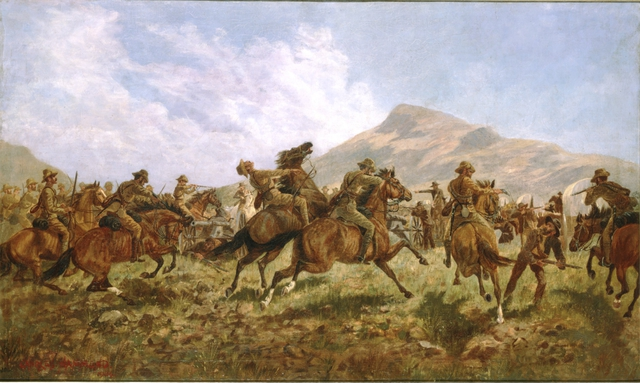
Australieni şi neo-zeelandezi la Klerksdorp, 24 March 1901. Tablou de Charles Hammond

Britanicii au invadat zonele din Africa de Sud locuite deja de burii afrikaanderi iar competiția pentru teritorii și resurse a rezultat într-o confruntare militară care a condus la cel de-al Doilea Război Bur în 1899. Pentru a preîntâmpina desfășurarea trupelor britanice, republicile africane ale Statului Liber Orange (neerlandeză Oranje-Vrijstaat) și  Transvaalului - Republica Sud Africană (neerlandeză Zuid-Afrikaansche Republiek) aflate sub președinția lui Paul Kruger a declarat război la 11 octombrie 1899, intrând adânc în teritoriile britanice  Natal și Cape Colony (neerlandeză Kaapkolonie). După izbucnirea războiului au fost întocmite planuri pentru expedierea unei forțe combinate australiene care, ulterior, au fost respinse de Ministerul Britanic de Război; fiecare din cele șase guverne coloniale australiene a trimis contingente separate pentru a deservi formațiunilor britanice, două detașamente a câte 125 de oameni fiecare din Noul Wales de Sud și Victoria și câte unul din celelalte colonii. Primele trupe au sosit trei săptămâni mai târziu cu New South Wales Lancers — detașament format din profesioniști bine instruiți în Anglia înainte de izbucnirea războiului - deturnat în grabă către Africa de Sud. La 22 noiembrie, unitatea Lancers a intrat pentru prima dată în focul luptelor în apropiere de Belmont dar au reușit să respingă atacurile și să forțeze retragerea inamicilor după ce au provocat pierderi semnificative acestora.
Ulterior unei serii de victorii minore, britanicii au suferit un regres militar major în timpul Săptămânii Negre dintre 10–17 decembrie 1899, dar nicio unitate australiană nu a fost implicată în aceste evenimente. Primele contingente de infanterie din Victoria, Australia de Sud, Australia de Vest și Tasmania au sosit în Cape Town la 26 noiembrie și au fost desemnate drept Regimentul Australian și puse sub comanda colonelului John Charles Hoad. Din rațiuni de sporire a mobilității, ele au fost convertite curând în infanterie călare. Restul unităților din Queensland și Noul Wales de Sud au sosit în decembrie și au fost trimise rapid pe front. Primele pierderi în rândul trupelor australiene s-au înregistrat după sosirea la Sunnyside, la 1 ianuarie 1900, când 250 de infanterițti călare din Queenslandși o coloană formată din canadieni, britanici li artilerie a atacat trupele bure la Belmont. Soldații David McLeod și Victor Jones au fost uciși atunci când patrula lor s-a ciocnit cu santinelele din avangarda trupelor bure. În schimb, burii au fost surprinși iar în timpul celor două ore de lupte grele mai mult de 50 au fost uciși iar alți 40 luați prizonieri. 500 de australieni din Queensland și Noul Wales de Sud (unitatea Lancers) au luat ulterior parte la Asediul de la Kimberley din februarie 1900.
În cuda regresului din urma înfrângerilor de la Colenso, Stormberg, Magersfontein și Spion Kop din ianuarie — și cu orașul Ladysmith aflat încă sub asediu — britanicii au organizat o contraofensivă cu cinci divizii de armată în Statul Liber Orange, în februarie. Forța de atac includea o divizie de cavalerie  comandata de generalul locotenent John French și avea atașate unitatea Lancers a Noului Wales de Sud, infanteria călare a Queenslandului și Corpul Medical de Armată al Noului Wales de Sud. Prima dată a fost eliberat Kimberley în urma bătăliei de pe râul Modder iar burii care se retrăgeau au fost învinși la Paardeberg, generalul bur Piet Cronje fiind capturat în această luptă. Trupele britanice au intrat în Bloemfontein la 13 martie 1900 în timp ce orașul Ladysmith a fost despresurat. Bolile specifice condițiilor africane și războaielor începuseră să producă decese în rândul armatei britanice dar contraofensiva a continuat cu marșul spre Pretoria din luna mai cu o armată ce includea mai mult de 3000 de soldați australieni. Johannesburgul a căzut la 30 mai iar burii s-au retras la Pretoria în data de 3 iunie. Pușcașii Călare ai Noului Wales de Sud și Australiei de Vest au fost remarcați și în luptele de la Diamond Hill din 12 iunie. Mafeking a fost despresurat la 17 mai.

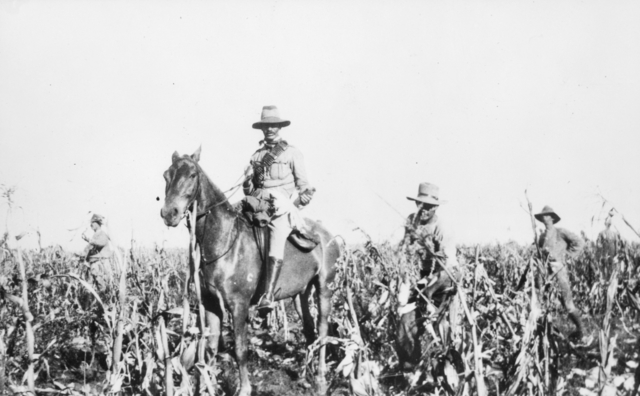
Trupe ale Batalionului I, Cavaleria Australiană a Commonwealthului, în Transvaal, 1902

Deși republicile bure au fost învinse, rezistența bură a continuat prin formarea unităților de comando implicate într-o campanie de gherilă cu scopul de a perturba mișcările trupelor britanice și a rupe liniile de aprovizionare. Această nouă etapă a rezistenței bure a condus la necesitatea de noi recrutări din coloniile australieneși strângerea Contingentelor Bushmen formate din soldați care erau de obicei voluntari cu abilități în utilizarea armelor și călărie dar cu o experiență și pregătire militară reduse. După federalizarea din 1901, opt batalioane ale Cavaleriei Australiene a Commonwealthului din nou creata Armată Australiană au fost trimise în Africa de Sud dar au fost implicate în lupte minore până la sfârșitul războiului. O parte a australienilor s-au alăturat ulterior unităților neregulate locale din Africa de Sud în locul lăsării la vatră și întoarcerii în țară. Acești soldați au devenit parte a Armatei Britanice și au fost supuși disciplinei militare britanice. Astfel de unități au inclus Bushveldt Carbineers, regiment de infanterie călare multinațional al Armatei Britanice care și-a căpătat notorietatea ca fiind cel în care au servit Harry "Breaker" Morant și Peter Handcock înainte de condamnarea în fața Curtea Marțială și executarea lor pentru crime de război.
Pentru că trupele de gherilă necesitau provizii, Koos de la Rey ca condus o armată de 3.000 de buri împotriva postului Brakfontein, de pe râul Elands din Transvaalul de Vest. Aici se găsea depozitată o mare cantitate de bunuri și era apărat de 300 de australieni și 200 de rhodesieni. Atacul a început la 4 august 1900 cu bombardamente masive care au produs 32 de victime. Pe timpul nopții, apărătorii s-au baricadat în post sub asediul artileriei și armelor de foc. O forță de despresurare a fost oprita de buri în vreme ce o a doua coloană de soldați s.a întors din drum crezând că postul a fost deblocat. Asediul a continuat timp de 11 zile iar pe parcursul său mai bine de 1.800 obuze lovit postul. După ce apelurile de a se preda au fost ignorate de apărători și nedorind să se angajeze într-un atac frontal riscant, burii s-au retras. Asediul de pe râul Elands a reprezentate una din realizarile majore ale australienilor din timpul războiului, postul fiind deblocat complet în cele din urmă la data de 16 august 1900.
Drept răspuns acestor atacuri, britanicii au adoptat tactici contra insurgenților incluzând  tactica pământului pârjolit, stabilirea de tabere de concentrare pentru copiii și femeile bure, un sistem de cazemate și obstacole de teren cu scopul de a limita mobilitatea burilor și de a proteja comunicațiile feroviare. Aceste măsuri au presupus cheltuieli considerabile și au cauzat nemulțumire față de britanici, în ciuda faptului că au produs curând rezultatele scontate. Până la mijlocul anului 1901, focarele principale de război au fost stinse, unitățile călare britanice având acum capacitatea de a călători noaptea și de a ataca fermele și taberele burilor, compleșindu-le prin superioritate numerică. Elocvent pentru această etapă a războiului din ultimele luni ale anului 1901 este campania Pușcașilor Noului Wales de Sud care au traversat 1.814 km fiind implicați în 13 ambuscade, reușind uciderea a  27 de buri, rănind 15 și capturând 196 în timp ce au inregistrat ca pierderi 5 morți și 19 răniți. Alte acțiuni notabile australiene includ misiunile de la Slingersfontein, Pink Hill, Rhenosterkop și Haartebeestefontein.
Activitatea militară australiană din timpul războiului nu a fost mereu încununată de succes suferind pierderi masive uneori în finalul războiului. La 12 iunie 1901, pușcașii călare ai regimentului 5 Victoria au pierdut 19 soldați alți 42 au fost răniți la Wilmansrust, lângă Middleburg, în urma unei organizări de securitate slabe care a permis atacului unui detașament de 150 de buri să îi surprindă. La 30 octombrie 1901, soldații Regimentului de Cavalerie Scoțian au suferit de asemenea pierderi grele la Gun Hill, deși 60 de inamici au fost uciși în confruntare, în timp ce la 4 ianuarie 1902, la Onverwacht, contingentul din Queensland pierdea 13 soldați iar 17 erau răniți.
În cele din urmă burii au fost învinși iar războiul s-a încheiat la 31 mai 1902. Un total de 16.175 australieni au servit în Africa de Sud și probabil alți 10.000 au fost înrolați individual în unitățile imperiale; pierderile sunt estimate la 251 morți în acțiune, 267 morți în urma bolilor iar 43 dispăruți în acțiune, alți 735 fiind răniți. Șase australieni au fost decorați cu Victoria Cross (Crucea Victoria).

### Revolta Boxerilor, 1900–1901

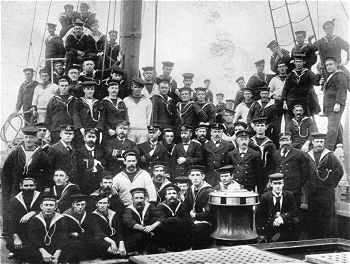
Echipajul lui HMCS Protector, 1900.

Revolta Boxerilor a debutat în China în 1900 iar un număr de națiuni, inclusiv puteri europene, Statele Unite și Japonia, au trimis curând trupe formând o armată multinațională ce îngloba forțele militare ale unei alianțe de opt state, cu scopul protejării interereselor proprii. În iunie, guvernul britanic a cerut coloniilor australiene să permită dislocarea unor nave din Flota Australiană pentru a fi trimise în China. Coloniile si-au oferit sprijinul chiar mai departe dar, pentru că majoritatea trupelor lor erau angajate în conflictele din Africa de Sud, au trebuit să se bazeze pe aportul uman al personalului navelor pentru forța de muncă. Forța militară dislocată era una modestă, britanicii acceptând 200 de oameni din Victoria, 260 din Noul Wales de Sud și vasul Australiei de Sud HMCS Protector, sub comanda căpitanului William Creswell. Cea mai mare parte a acestor trupe era formată din rezerviști ai brigăzii navale care fuseseră antrenați atât pentru manevrarea vaselor de luptă și marină cât și pentru serviciul militar de uscat pentru a-și îndeplini cât mai eficient rolul de apărare al coastei.
Contingentele din Noul Wales de Sud și Victoria au navigat spre China la 8 august 1900. Ajungînd la Tientsin, australienii au furnizat 300 de oameni care s-au alăturat unei puternice armate multinaționale de 8.000 de soldați care avea scopul de a captura forturile chineze de la Pei Tang, de importanță strategică pentru că dominau o linie feroviară cheie. Aceștia au ajuns prea târziu pentru a mai lua parte la bătălie apoi au fost implicați în atacul asupra fortăreței de la Pao-ting Fu unde se credea că guvernul chinez găsise azil după capturarea Pekingului de către armatele vestice. Australienii din Victoria s-au alăturat unei armate de 7.500 de soldați într-un marș de 10 zile către fortăreață pentru a constata din nou că aceasta deja se predase. Au devenit parte a garnizoanei din Tientsin iar contingentul Noului Wales de Sud a preluat îndatoririle garnizoanei din Peking. HMCS Protector a fost utilizat în cea mai mare parte pentru recunoaștere, transport și misiuni de curierat în Golful Chihli, înainte de a se întoarce în noiembrie în Australia.
Flotele au rămas pe timpul iernii, îndeplinind misiuni polițienești și îndatoriri de gardă și patrulare, iar personalul lor în misiuni de pază a căilor ferate. Acestea au părăsit China în martie 1901 după ce au jucat un rol minor în câteva expediții ofensive și punitive pentru restaurarea ordinii civile. Șase australieni au murit în urma bolilor sau rănilor dar niciunul nu a fost ucis ca rezultat al acțiunilor inamice.

## Forțele militare australiene la federalizare, 1901

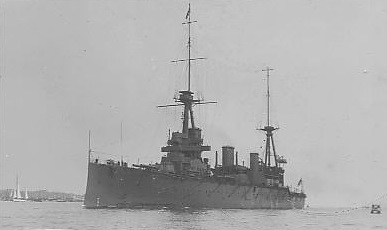
Cuirasatul HMAS Australia

Commonwealth of Australia a luat ființă la 1 ianuarie 1901 drept rezultat al federalizării coloniilor australiene. Conform Constituției Australiene, responsabilitățile de apărare erau acum de competența noului guvern federal. Coordonarea eforturilor defensive la nivelul întregii Australii în fața interesului manifestat de Imperiul German în Oceanul Pacific a reprezentat una din forțele din spatele federalizarii și Departmentul de Apărare a luat ființă imediat drept rezultat în vreme ce Armata Australiană și Forțele Navale ale Commonwealthului au fost și ele organizate.
Armata Australiană a luat ființă la 1 martie 1901 și toate forțele coloniale - inclusiv cele aflate încă în Africa de Sud - au devenit parte a noii armate. 28.923 de soldați coloniali, inclusiv 1.457 soldați profesioniști, 18.603 din oastea plătită și 8.863 voluntari fără plată, au fost ulterior transferați. Unități individuale au continuat a fi administrate de diferite hotărâri coloniale până când Legea Apărării 1903 a adus toate unitățile sub o legistație comună. Acest document mai prevedea limitarea unităților de infanterie permanente și specifica interdicția ca milițiile, trupele de rezerviști, să fie utilizate în dipute economice sau în afara Australiei. Totuși, majoritatea soldaților au rămas în unițile de miliție cunoscute ca Forțele Militare Civile (CMF). Generalul maior Sir Edward Hutton -  fost comandant al Forțelor Militare ale Noului Wales de Sud - a devenit primul comandant al Armatei Australiene la 26 decembrie și avea misiunea elaborării unei structuri integrate a noii armate. În 1911, urmare a raportului lordului Kitchener a luat ființă Royal Military College, o academie militară fondată în Duntroon.
Anterior federalizării, fiecare colonie auto-guvernată opera propriile flote navale. Aceste flote era mici și cu lipsuri în privința capabilităților navale de pe ocean forțând coloniile separate să subvenționeze costurile unei forțe navale britanice în apele naționale timp de decenii. Coloniile au păstrat controlul asupra propriilor vase până la 1 martie 1901, când a fost creată Forța Navală a Commonwealthului. Dar și aceasta nu dispunea de nave suficiente și performante ceea ce nu a dus însă la schimbarea politicii australiene navale. În 1909, primul ministru Alfred Deakin, în timp ce participa la Conferința Imperială de la Londra, a solicitat guvernului britanic încetarea sistemului de subvenții și dezvoltarea marinei australiene. Amiralitatea a respins aceste încercări sugerând în schimb că o mică flotă de distrugătoare și submarine va fi suficientă. Deakin nu a fost impresionat cu atât mai mult cu cât anterior invitase Marea Flotă Albă. a Statelor Unite să viziteze Australia în 1908 iar aceasta a aprins entuziasmul publicului pentru o flotă modernă și, parțial, a condus la o comandă pentru două distrugătoare de clasă River de 700 de tone. Dezvoltarea construcțiilor navale germane a determinat Amiralitatea să iși schimbe atitudinea iar Marina Regală Australiană luat naștere ulterior, în 1911, prin absorbirea Forței Navale a Commonwealthului. La 4 octombrie 1913, noua flotă defila prin Sydney Heads, intrarea din portul Sydney, fiind constituită din cuirasatul HMAS Australia, trei crucișătoare de linie și trei distrugătoare, în vreme ce alte nave se aflau încă în construcție. Drept consecință, marina australiană a întrat în focul Primului Război Mondial ca o forță teribilă.
Corpul Aerian Australian a fost creat ca parte a Armatei în anul 1912 iar în 1921 a fost separat sub forma Forței Aeriene Regale Australiene și devenind a doua ca vechime în lume. Deși aceste specializări nu erau legate printr-un singur lanț de comandă, fiecare raporta propriului minister și avea acorduri administrative și departamente guvernamentale separate.

## Primul Război Mondial, 1914–1918

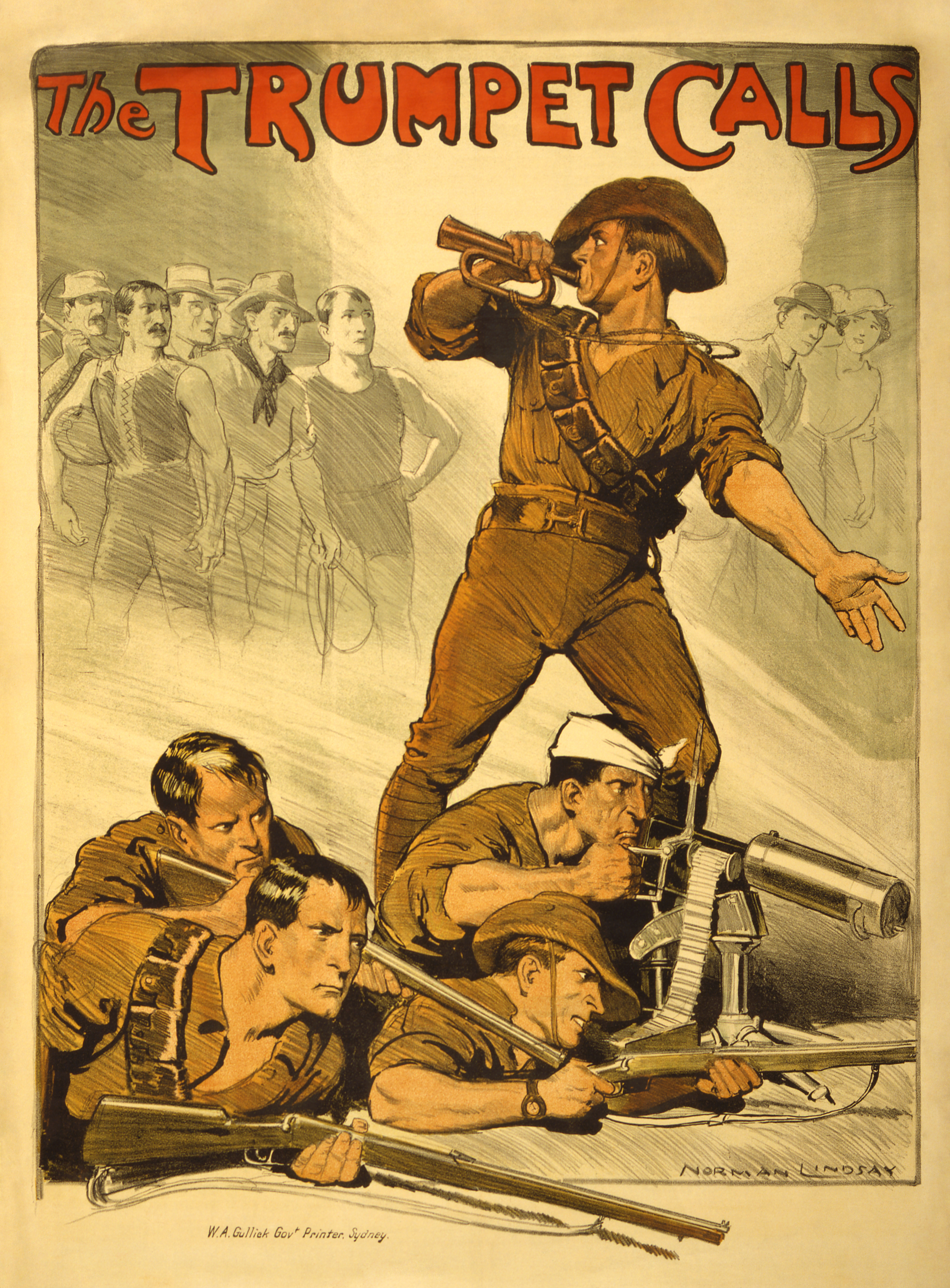
Afiş australian de recrutare, 1914-1918.

Când Anglia și dominioanele sale au declarat război Germaniei la debutul Primului Război Mondial, guvernul australian a urmat rapid cererea engleză, cu primul ministru Joseph Cook declarând la 5 august 1914:
„...când Imperul este la război, la fel este și Australia.”
 oglindind sentimentul multor australieni că orice declarație de război care care implică Marea Britanie include automat și Australia. Acest sentiment se datora parțial și faptului că populația australiană era formată în mare parte din cetățeni născuți britanici și din prima generație anglo-australiană. Până la sfârșitul războiului, aproape 20% din cei care au servit în trupele australiene erau născuți în Marea Britanie.
Trupele de miliție nu erau îndrituite să servească peste mări, conform prevederilor Legii Apărării 1903, astfel că a fost creat un corp expediționar format exclusiv din voluntari sub denumirea de Forța Imperială Australiană (AIF)  iar recrutările au început la 10 august 1914. Guvernul a înregimentat 20.000 de oameni, organizați ca o divizie de infanterie și o brigadă de cavalerie ușoară plus unități auxiliare. Înrolările și organizarea au avut loc la nivel regional apoi au fost preluate de planurile de mobilizare elaborate în 1912. Primul comandant a fost generalul William Bridges, cel care și-a asumat și comanda Diviziei I. În decursul războiului, eforturile australiene s-au concentrat predominant pe războiul terestru deși au fost implicate și mici forțe aeriene și navale.

### Ocupația germană din Noua Guinee
În urma izbucnirii războiului, trupele australiene s-au miscat rapid pentru a reduce amenințările asupra navelor proprii amplasate în proximitatea coloniilor germane din Pacific. A fost creată rapid o forță de 2.000 de voluntari - aparte de AIF - și constând într-un batalion de infanterie plus 500 de rezerviști din marină și foști marinari - cu denumirea Forța Expediționară Militară și Navală Australiană (AN&MEF) și pusă sub comanda colonelului William Holmes. Obiectivele acestui corp expediționar erau stațiile radio din Yap în Insulele Caroline, Nauru și Rabaul din Noua Guinee Germană. Trupele au ajuns la Rabaul la 11 septembrie 1914 și au ocupat orașul în ziua următoare întâmpinând doar o rezistență slabă din partea apărătorilor germani și nativi în timpul luptelor de la Bita Paka și la asediul insulei Toma. Noua Guinee Germană s-a predat la 17 septembrie 1914. Australienii au avut pierderi ușoare care includeau șase morți în timpul luptelor dar acestea au fost agravate de pierderea misterioasă în largul oceanului din zona insulelor a submarinului AE1 împreună cu toți cei 35 de membri ai echipajului.

### Gallipoli

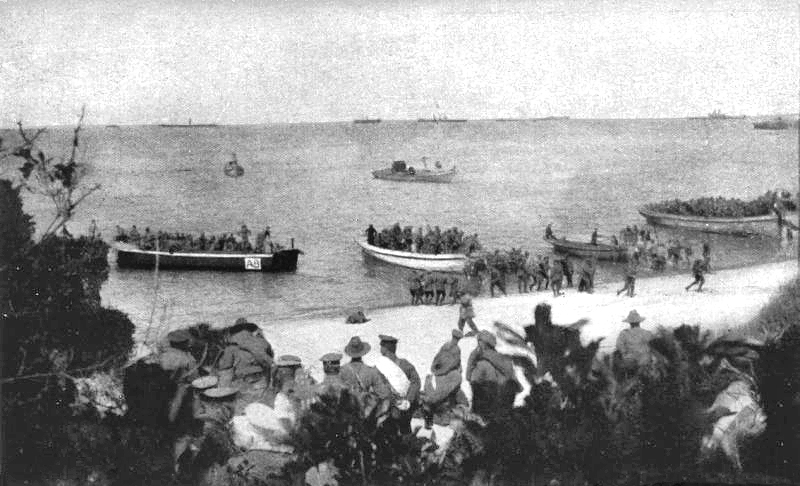
Trupe australiene debarcând la Gallipoli

AIF a părăsit Australia într-un singur convoi de nave plecând din Albany la 1 noiembrie 1914. În timpul călătoriei, una dintre escortele convoiului naval - HMAS Sydney - s-a angajat într-o confruntare și a distrus crucișătorul german SMS Emden în bătălia din Insulele Cocos de la 8 noiembrie, în prima acțiune din istorie dintre două vase inamice care a implicat Marina Regală Australiană. Deși se îndreptau inițial spre Anglia pentru instrucție și apoi mobilizarea pentru frontul de vest, australienii au fost trimiși ulterior în Egiptul controlat de britanici pentru a preîntâmpina atacurile turcilor împotriva obiectivului de importanță strategică reprezentat de Canalul Suez, și în perspectiva deschiderii unui alt front împotriva Puterilor Centrale.
În scopul eliminării turcilor din război, britanicii au decis să organizeze o debarcare la Gallipoli iar după o perioadă de instrucție și reorganizare, australienii au fost incluși alături de trupele britanice, indiene și franceze în această campanie. Armata combinată reprezentată de Corpul de Armate al Australiei și Noii Zeelande (ANZAC) - comandată de generalul britanic William Birdwood - a debarcat în peninsula Gallipoli la 25 aprilie 1915. Deși campania părea promițătoare și avea perspectiva transformării războiului, Campania Gallipoli a fost slab concepută și a durat în cele din urmă opt luni de impas, fără atingerea obiectivelor propuse la debutul său. Pierderile australiene totalizează 26.111 de victime, incluzând și cei 8.141 soldați uciși.
Pentru australieni și neo-zeelandezi campania Gallipoli a devenit simbolul unei pietre de hotar istorice în apariția celor două națiuni ca actori independenți pe scena mondială și a dezvoltat un sentiment al identității naționale. Data debarcării, 25 aprilie, a rămas cunoscută ca Anzac Day (Ziua Anzac) în Australia și Noua Zeelandă și în fiecare an mii de oameni se adună la monumentele comemorative din cele două țări - și chiar și în Turcia - pentrua onora curajul și sacrificiul soldaților ANZAC și a tuturor celor care și-au pierdut viața în decursul războiului.

### Egiptul și Palestina
După retragerea din Gallipoli, australienii s-au întors în Egipt iar AIF a cunoscut o expansiune majoră. În 1916, infanteria a început să avanseze spre Franța în vreme ce unitățile de cavalerie au staționat în Orientul Mijlociu pentru luptele cu turcii Imperiului Otoman. Trupele australiene ale Diviziei Călare ANZAC și ale Diviziei Călare Australiene au luat parte la toate bătăliile majore din campania din Sinai și Palestina, jucând un rol de pivot în luptele cu armatele turcilor care amenințau controlul britanic din Egipt. Prima confruntare în care au fost implicați australienii a fost răscoala Senussi din Deșertul Libian și Valea Nilului în timpul căreia forțele combinate britanice au înfrânt gruparea islamică pro-turcă provocând pierderi masive. Divizia Călare ANZAC a avut un rol considerabil în bătălia de la Romani dintre 3–5 august 1916, împotriva turcilor care au fost nevoiți să se retragă. Urmând acestei victorii, trupele britanice au demarat ofensiva în Sinai chiar dacă avansarea putea fi eficientizată de calea ferată și conductele de apă care se dezvoltau rapid în Canalul Suez. Orașul Rafa a fost capturat la 9 ianuarie 1917 în vreme ce o ultimă mică garnizoană din Sinai a fost eliminată în februarie.

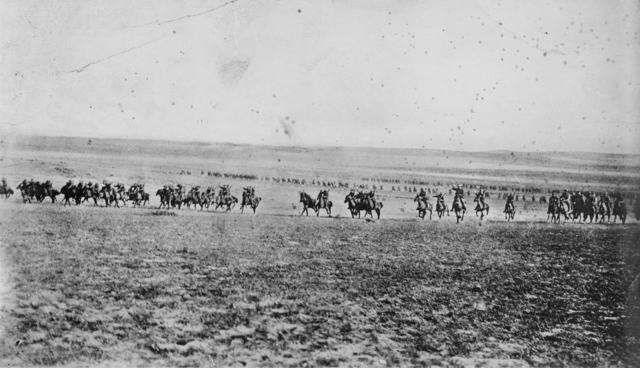
Şarjare a Brigăzii a 4-a de Cavalerie Uşoară

Ofensiva a pătruns în Palestina și inițial s-au făcut fără succes eforturi de capturare a Gazei la 26 martie și 19 aprilie 1917. Un al treilea asalt s-a petrecut între 31 octombrie și 7 noiembrie iar la acesta au luat parte ambele divizii călare, ANZAC și cea Australiană, și a fost încununată de succes pentru britanici care au capturat 12.000 de soldați turci depășind linia Gaza-Beersheba. Momentul critic al luptelor a fost capturarea orașului Beersheba în prima zi, după ce Brigada a 4-a de Cavalerie Ușoară Australiană a atacat mai mult de 4 km. Tranșeele turcilor au fost depășite iar australienii au capturat fântânile de la Beersheeba securizând importantele resurse de apă și luând 700 de prizonieri cu prețul a 31 de morți și 36 de răniți. Mai târziu, trupele australiene vor ajuta la împingerea trupelor turcești din Palestina și vor lua parte la bătăliile de la Mughar Ridge (13 noiembrie 1917), Ierusalim (8–26 decembrie 1917) și Megiddo (19 septembrie – 1 octombrie 1918). Guvernul turc s-a predat la 30 octombrie 1918. Unitățile de cavalerie ușoară au fost folosite ulterior la reprimarea revoltei naționaliste din Egipt din 1919 ceea ce au făcut cu eficiență și brutalitate suferind însă și o serie de pierderi în acest proces.
Între timp, Corpul Aerian Australian (AFC) a cunoscut o dezvoltare remarcabilă iar independența sa ca armă națională separată era unică printre dominioane. A fost desfășurat un singur avion în Noua Guinee Germană în 1914 totuși primul zbor operațional nu a avut loc până la 27 mai 1915 când unitatea Mesopotamian Half Flight a fost solicitată să ajute la protecția intereselor britanice din Irak. AFC s-a extins curând și patru escadrile puteau fi remarcate în Egipt, Palestina și frontul de vest unde s-au comportat onorabil.

### Frontul de vest
Cinci divizii de infanterie ale AIF au participat la confruntările militare din Franța și Belgia, părăsind Egiptul în martie 1916. Corpul I ANZAC a ocupat poziții într-un sector liniștit de la sud de Armentieres la 7 aprilie 1916 iar pentru următorii doi ani și jumătate AIF a participat la majoritatea bătăliilor majore de pe frontul de vest. Deși cruțată de dezastruasa primă zi a bătăliei de pe Somme, în câteva săptămâni patru divizii australiene au intrat în focul luptelor. Divizia a 5-a, poziționată în flancul stâng, a intrat prima în acțiune în timpul bătăliei de la Fromelles din 19 iulie 1916, suferind 5.533 de pierderi într-o singură zi. Divizia I a intrat la 23 iulie asaltând Pozières iar până la înlocuirea de către Divizia a 2-a la 27 iulie pierduse 5.286 de soldați. Ferma Mouquet a fost atacată în august iar pierderile au totalizat 6.300 de oameni. Până la retragerea  AIF de la Somme pentru reorganizare, aceasta pierduse 23.000 de oameni în 45 de zile.
În martie 1917, Diviziile a 2-a și a 5-a au urmărit trupele germane în retragerea acestora către Linia Hindenburg, capturând orașul Bapaume. La 11 aprilie, Divizia a 4-a a asaltat Linia Hindenburg la Bullecourt (10–11 aprilie 1917) cu rezultate dezastruoase, pierzând peste 3.000 de soldați iar alți 1.170 fiind capturați. La 15 aprilie, Diviziile 1 și a 2-a au fost contraatacate în apropiere de Lagnicourt și forțate să abandoneze orașul înainte de a-l recaptura. Divizia a 2-a a luat apoi parte la cea de-a doua bătălie de la Bullecourt (3–17 mai 1917) la 3 mai reușind să secționeze Linia Hindenburg și să-și păstreze pozițiile în acest sector până la sosirea Diviziei I. În cele din urmă, la 7 mai, a sosit și Divizia a 5-a și a rămas pe poziție până la finalul bătăliei de la mijlocul lunii mai. Combinate, aceste eforturi au costat trupele australiene 7.482 de soldați.
La 7 iunie 1917, Corpul II ANZAC - alături de alte două corpuri britanice  - a lansat o operațiune în Flandra cu scopul eliminării unei pungi formate din trupe germane la sud de Ypres.. Atacul a debutat cu detonarea a 454.545 kg de exploziv plasat sub creasta Messines, distrugând tranșeele germane. Avansarea a avut loc practic fără opoziție și, în ciuda unui puternic contraatac german în ziua următoare, ea a fost încununată de succes. Pierderile australiene din timpul bătăliei de la Messines numără aproape 6.800 de oameni. Corpul I ANZAC a luat apoi parte la a treia bătălie de la Ypres, în Belgia, ca parte a campaniei de capturare a platoului Gheluvelt, între septembrie și noiembrie 1917. Acțiuni individuale au avut loc la Menin, pădurea Polygon (26-27 septembrie), Broodseinde (4 octombrie), Poelcappelle (9 octombrie) și Passchendaele iar în decursul a opt săptămâni australienii au pierdut 38.000 de soldați.
La 21 martie 1918, Armata Germană a lansat Ofensiva de Primăvară (21 martie – 18 iulie 1918) într-un ultim efort de debarasare și de a câștiga războiul, eliberând capacitatea militară a 63 de divizii pe o arie a frontului de 70 de km. Cum Aliaților li s-au alăturat Diviziile a 3-a și a 4-a, acestea au fost trimise urgent la sud de Amiens pe Somme. Ofensiva a durat următoarele cinci luni și toate cele cinci divizii australiene din Franța au fost angajate în luptele pentru oprirea valului ofensiv german. La sfârșitul lunii mai, germanii au împins linia frontului cu 50 de km spre Paris. În această perioada, australienii au luptat la Dernacourt, Morlancourt, Villers-Bretonneux, pădurea Hangard, Hazebrouck și Hamel. La Hamel, comandantul Corpului Australian - locotenent generalul John Monash - a utilizat cu succes, pentru prima dată într-un atac, armate combinate incluzând aviația, artileria și blindatele.

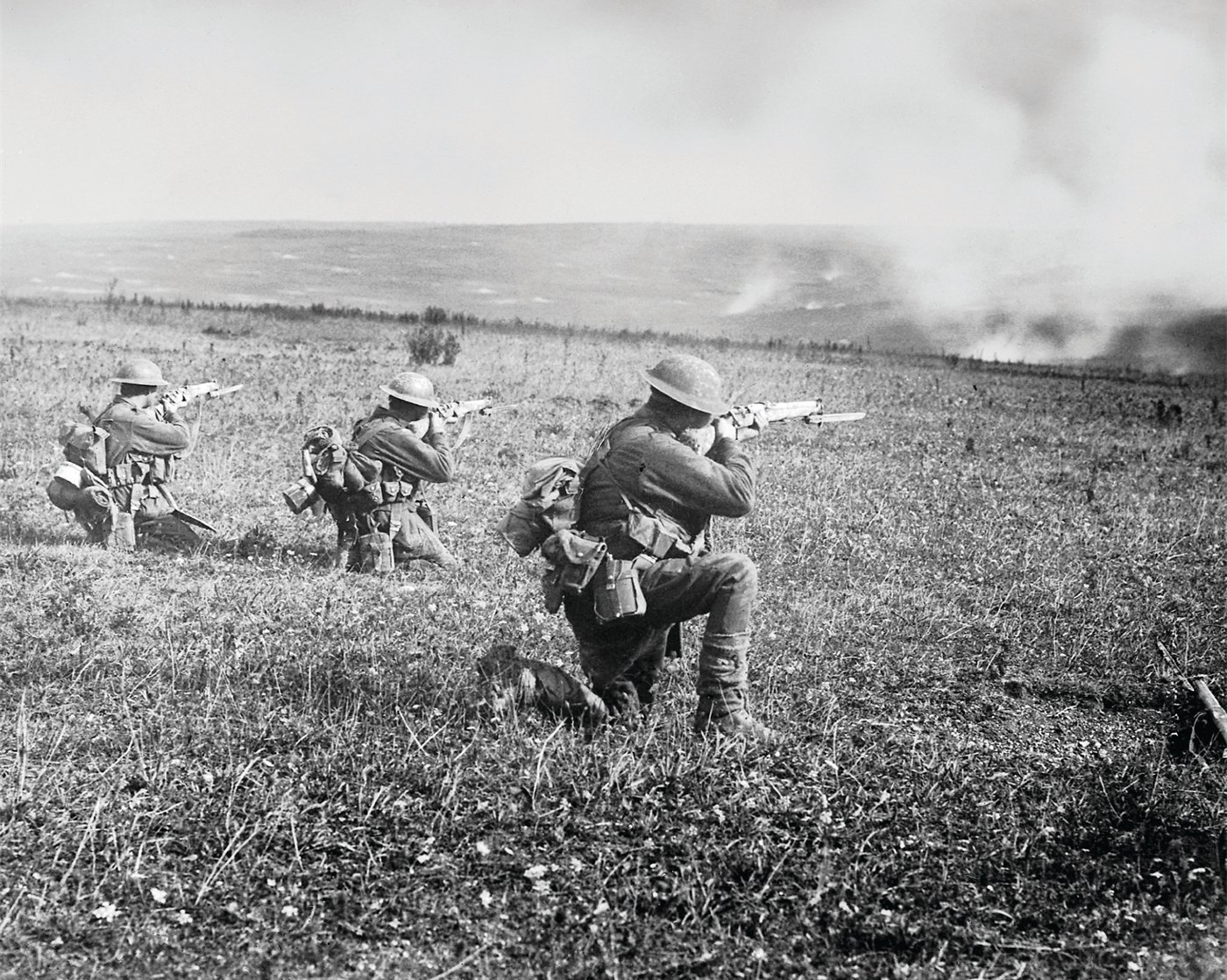
Membri ai Batalionului 45 în bătălia de la Canalul St. Quentin, septembrie 1918

Ofensiva terestră germană a luat un scurt răgaz la jumătatea lunii iulie, perioadă de acalmie în care australienii au preluat inițiativa unei serii de raiduri cunoscute sub denumirea de Peaceful Penetration (Străpungere Pașnică). Curând, Aliații au lansat propria ofensivă -  Ofensiva de 100 de zile - care, în final, avea să pună capăt războiului. Începută la 8 august 1918, ofensiva includea patru divizii australiene la bătălia de la Amiens. Utilizând tehnica armelor combinate dezvoltată anterior la Hamel, s-au înregistrat progrese semnificative culminând cu ceea ce avea să fie denumită "Ziua Neagră" de către armata germană. Ofensiva a continuat timp de patru luni iar în timpul celei de-a doua bătălii de pe Somme Corpul Australian a luptat la Lihons, Etinehem, Proyart, Chuignes și Mont St. Quentin înainte de confruntarea finală de la Montbrehain din 5 octombrie 1918. AIF era scoasă de pe linia frontului atunci când a fost declarat armistițiul de la 11 noiembrie 1918.
Un total de 416.806 australieni au fost înrolați în timpul războiului iar 333.000 au servit peste ocean. 61.508 au fost uciși iar alți 155.000 au fost răniți, o rată a pierderilor de 65%. Costurile financiare ale guvernului australian au fost calculate a se fi ridicat la 376.993.052 lire sterline. Două  referendumuri asupra mobilizării pentru serviciul peste ocean au fost organizate, păstrându-se statutul de voluntariat pentru trupele australiene dar limitând rezervele de forță de muncă disponibile, în special către finalul războiului. Prin urmare, Australia a rămas una din cele două armate din ambele tabere beligerante care nu a recurs la înregimentări obligatorii pe durata războiului
Războiul a produs un efect profund pe mai multe planuri asupra societății australiene. Pentru mulți australieni implicarea națiunii este văzută ca simbol al intrării sale pe scena internațională în vreme ce multe noțiuni ale caracterului australian existente în prezent își găsesc rădăcinile în acest război. 64 de australieni au fost decorați cu Victoria Cross (Crucea Victoria) în timpul Primului Război Mondial.

## Perioada interbelică

### Războiul civil din Rusia, 1918–1919

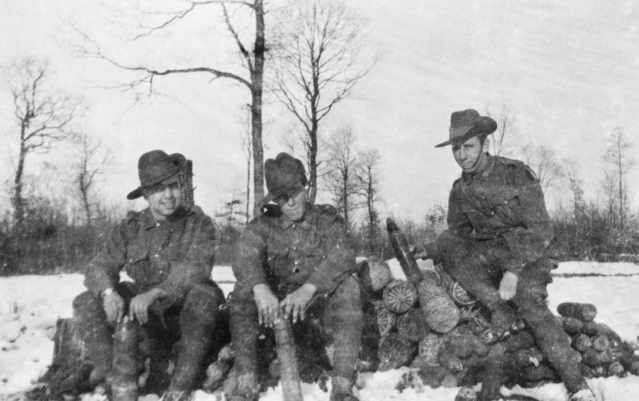
Soldaţi australieni din NRRF în Rusia, 1919

Războiul Civil Rus a început după ce guvernul provizoriu al Rusiei s-a prăbușit iar partidul Bolșevic și-a asumat puterea în octombrie 1917. După sfărșitul Primului Război Mondial, puterile vestice - inclusiv Marea Britanie - au intervenit , oferind sprijin limitat forțelor Mișcării Albe pro-țariste, anti-bolșevice. Deși guvernul australian a refuzat să implice trupe, mulți australieni au servit în Armata Britanică ce a fost implicată în lupte în vreme ce un mic număr a deservit în calitate de sfătuitori unitățile Rușilor Albi în Forța Expediționară din Nordul Rusiei (NREF). Așteptând repatrierea în Anglia, aproximativ 150 de australieni s-au înrolat ulterior în trupele britanice din Forța de Eliberare din Nordul Rusiei (NRRF) fiind implicați într-un număr de lupte aprige iar câțiva fiind uciși.
Distrugătorul Marinei Regale Australiene HMAS Swan a fost de asemenea implicat pentru scurt timp în evenimente desfășurând o misiune de culegere de informații în Marea Neagră către sfârșitul anului 1918. Alți australieni au servit ca și consilieri alături de Misiunea Militară Britanică pe lângă generalul Rușilor Albi Anton Denikin în sudul Rusiei iar alții pe lângă amiralul Kolchak în Siberia. Mai târziu, aceștia au servit în Mesopotamia ca parte a Dunsterforce, misiunea aliată care era formată din australieni, neo-zeelandezi, englezi și canadieni, și în Misiunea Malleson, deși aceste misiuni aveau scopul de a preveni accesul turcilor spre Orientul Mijlociu și India și au fost implicate în lupte minore.
Deți motivațiile voluntariatului de a lupta în Rusia ale acestor australieni poate fi doar ghicit, pare puțin probabil ca acestea să fi fost de natură politică. Indiferent însă, ei au reconfirmat reputația de curaj și îndrăzneala fiind decorații de doua ori cu Crucea Victoria pentru campaniile terestre, în ciuda numărului lor mic. Implicarea lor însă a făcut o diferență prea mică pentru decursul evenimentelor din Rusia iar în Australia abia a fost remarcată. Pierderile totale au inclus 10 morți și 40 de răniți, majoritatea deceselor înregistrându-se în urma bolilor căpătate în timpul operațiunilor din Mesopotamia.

### Războiul civil din Spania, 1936–1939
Un mic număr de voluntari australieni a luptat de partea ambelor tabere implicate în Războiul Civil Spaniol deși majoritatea erau susținători ai Republicii Spaniole prin Brigada Internațională. Australienii au fost alocați apoi batalioanelor de alte naționalități mai degrabă decât a forma propriile unități. Majoritatea erau motivați de rațiuni ideologice în vreme ce un număr era reprezentat de imigranți spanioli sosiți în Australia și care acum se întorseseră pentru a lupta în țara de origine. Cel puțin 66 de australieni s-au oferit voluntar și doar unul - Nugent Bull, un conservator catolic ucis mai târziu în timp ce activa in cadrul RAF în timpul celui de-al Doilea Război Mondial - de partea naționaliștilor generalului Franco.
Deși reprezenta o oportunitate pentru cauza de stânga - în special pentru Partidul Comunist din Australia și mișcarea sindicalistă - războiul nu a declanșat interesul public iar guvernul și-a menținut neutralitatea. Opoziția australiană în fața cauzei republicane a fost teoretizată de jurnalistul și activistul politic B.A. Santamaria pe baze anti-comuniste mai degrabă decât anti-naționaliste. În mod egal, deși aripa dreaptă australiană a deservit la nivel individual rebelii naționaliști, ea nu a primit suport public. Serviciul militar în armate străine era ilegal la acea vreme iar pentru că guvernul nu a primit rapoarte privitoare la australieni care să fi călătorit spre Spania cu scopul de a se înrola, nicio măsură nu a fost luată. În consecință, veteranii reîntorși nu au fost recunoscuți nici de guvernământ și nici de Returned and Services League of Australia (RSL), organizație pentru ajutorarea femeilor și bărbaților care au servit în trupele australiene. Deși numărul voluntarilor australieni a fost mic prin comparație cu cel al altor țări, cel puțin 14 au fost uciși în decursul evenimentelor din Spania.

## Al Doilea Război Mondial, 1939–1945

### Europa și Orientul Mijlociu

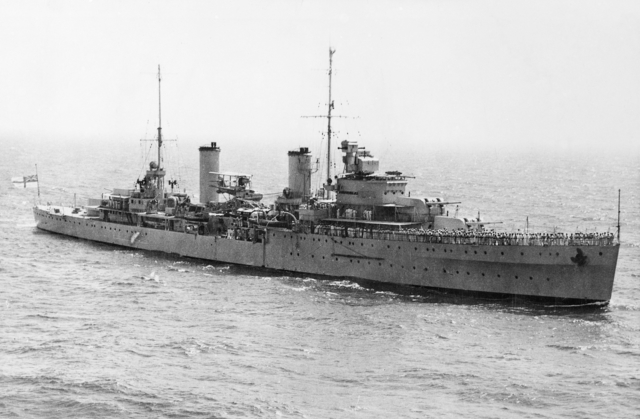
Crucişătorul de linie HMAS Sydney, 1940

Australia a intrat în cel de-al Doilea Război Mondial la 3 septembrie 1939. Puterea militară australiană era mică și nepregătită pentru război, la acel moment. Recrutările pentru o A Doua Forță Imperială Australiană (2AIF) au început la mijlocul lunii septembrie. Deși nu exista motiv de grabă precum în Primul Război Mondial, un procent ridicat de voluntari cu vârste potrivite serviciului militar s-au înrolat până la mijlocul anului 1940. Patru divizii de infanterie s-au format între 1939 și 1940, trei dintre ele fiind expediate în Orientul Mijlociu. Resursele RAAF (Forțele Regale Aeriene Australiene) erau inițial devotate instrucției piloților pentru forțele aeriene ale Commonwealthului prin Programul de Antrenament Aviatic al Imperiului (EATS), datorită căruia aproape 28.000 de australieni au fost instruiți pe parcursul războiului.
Prima confruntare militară majoră din război a avut loc împotriva trupelor italiene din Mediterana și Africa de Nord. În decursul anului 1940, crucișătorul de linie HMAS Sydney și cinci distrugătoare de o generație mai veche (denumite ironic "Flotila de Fier Vechi" de ministrul nazist al Propagandei  Joseph Goebbels dar acceptat cu mândrie de către vase) au luat parte la o serie de operațiuni ca parte a Flotei Britanice Mediteraneene și au scufundat câteva nave italiene de război. Prima acțiune terestră a avut loc în ianuarie 1941 când Dvivizia a 6-a a făcut parte din forțele Commonwealthului în timpul Operațiunii Compass. Diviyia a atacat și capturat and captured Bardia la 5 ianuare iar Tobruk la 22 ianuare, zeci de mii de soldați din trupele italiene din ambele orașe predându-se. Divizia a 6-a a lua parte la urmărirea armatei italiene și a capturat Benghazi la 4 februarie. La sfărșitul lunii februarie a fost retrasă pentru a servi în Grecia fiind înlocuită de Divizia a 9-a.

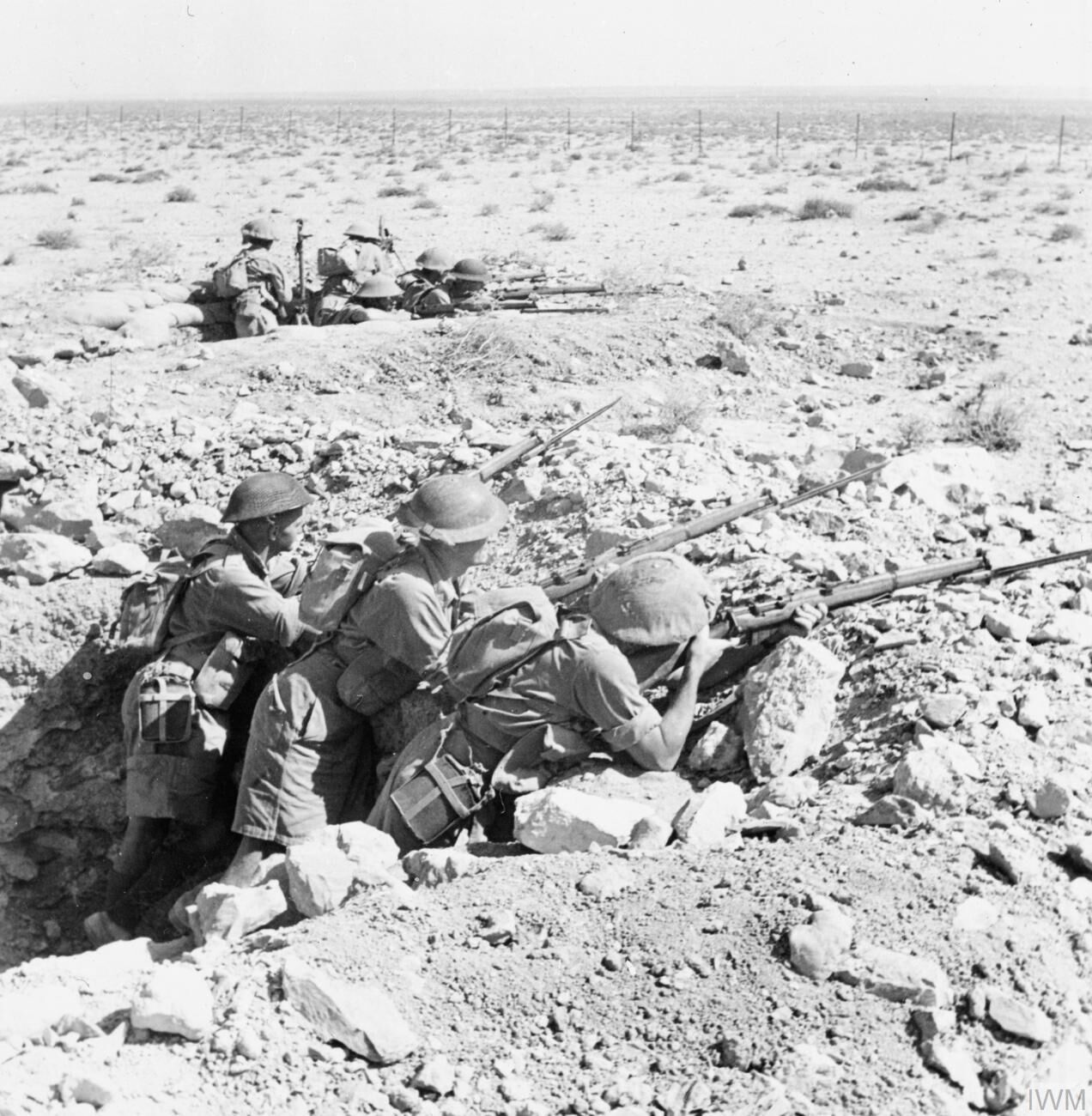
Soldaţi australieni la Tobruk

Forțele australiene din Mediterana au luat parte la o serie de campanii pe parcursul anului 1941. În aprilie, Divizia a 6-a alături de alte elemente ale Corpului I și câteva nave de război australiene au făcut parte din armata Aliată care a încercat fără succes să apere Grecia de învazia germană din timpul bătăliei Greciei. La finalul acestei campanii, Divizia a 6-a a fost evacuată în Egipt și Creta. Trupele din Grecia au luptat ulterior în bătălia din Creta în luna mai, încheiată de asemenea cu înfrângerea Aliaților. Peste 5.000 de australieni au fost capturați în aceste campanii iar Divizia a 6-a a avut nevoie de o lungă perioadă pentru reconstrucție înainte de a fi din nou capabilă de combat. Germanii și italienii au pornit o ofensivă în Africa de Nord la sfârșitul lui martie împingând armatele Commonwealthului până spre granița cu Egiptul. Divizia a 9-a și Brigada a 7-a australiene s-au aflat sub asediu la Tobruk și au apărat cu succes portul cheie până la înlocuirea lor cu trupe britanice în octombrie. Pe timpul lunii iunie, corpul principal al Diviziei a 7-a, o brigadă din Divizia a 6-a și comandamentul central al Corpului I au luat parte la Campania din Siria și Liban împotriva trupelor guvernului de la Vichy. Rezistența a fost mai puternică decât se așteptau; australienii au fost implicați în majoritatea luptelor și au înregistrat cele mai multe pierderi înainte ca Franța să capituleze la începutul lunii iulie.
Majoritatea unităților din Mediterana s-au întors în Australie la începutul lui 1942, după izbucnirea Războiului din Pacific. Divizia a 9-a a fost cea mai mare unitate care a rămas pe frontul din Orientul Mijlociu și a jucat un rol cheie în prima bătălie de la El Alamein din iunie și în a doua bătălie de la El Alamein din octombrie. Divizia s-a întors în Australia la începutul anului 1943 dar câteva escadrile RAAF și nave de război RAN au luat parte ulterior la Campania din Tunisia și la Campania din Italia din 1943 până la încheierea războiului.

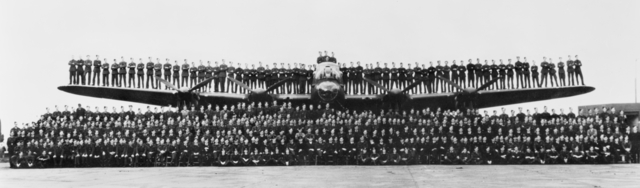
Membri ai Escadrilei 460 RAAF şi bombardierul Lancaster G for George, aflat în prezent (2010) la Australian War Memorial; august 1943

Rolul RAAF în strategia ofensivă din Europa a reprezentat principala contribuție australiană la înfrângerea Germaniei. Aproximativ 13.000 de piloți au servit în cinci escadrile australiene și în duzini de alte escadre britanice  din Comandamentul Bombardierelor RAF din 1940 până la sfârșitul războiului. Australienii au luat parte la toate ofensivele majore ale Comandamentului și au suferit pierderi grele în timpul raidurilor germane asupra orașelor și țintelor din Franța. Echipajele australiene din Comandamentul Bombardierelor au avut una din cele mai ridicate rate a pierderilor dintre toate armele australiene care au luat parte la al Doilea Război Mondial cu aproape 20 de procente decedați în luptă; 3.486 au fost uciși și mai multe sute au fost luați prizonieri. Aviatorii din bombardierele ușoare și escadrilele de vânătoare au participat de asemenea la eliberarea Europei de Vest în anii 1944 și 1945 iar două escadrile maritime RAAF de patrulare au luat parte la bătălia Atlanticului.

### Asia și Pacific

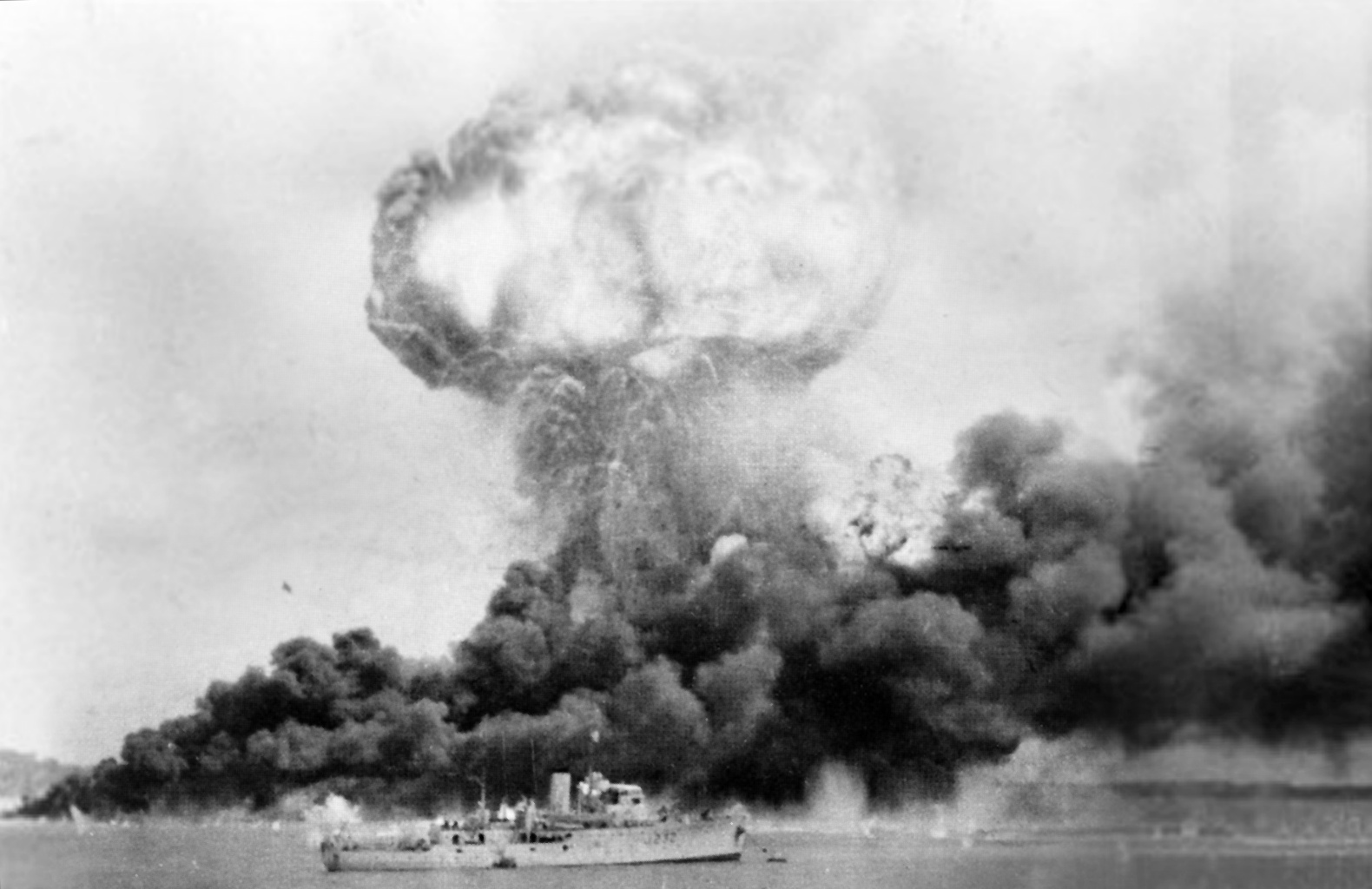
Bombardamentul Darwinului, 1942

Ca urmare a accentului pus pe colaborarea cu Marea Britanie, relativ puține unități militare au fost păstrate în Australia și în regiunea Asia-Pacific. Au fost luate măsuri pentru îmbunătățirea apărării australiene pe măsură ce războiul cu Japonia se contura în 1941 dar acestea s-au dovedit inadecvate. În decembrie 1941, Armata australiană din Pacific se compunea din Divizia a 8-a, din care mare parte staționa în Malaya Britanică, și alte opt divizii parțial instruite și echipate care erau cantonate în Australia. RAAF dispunea de 373 de avioane, în mare parte avioane de antrenament depășite, iare RAN dispunea de trei crucișătoare și două distrugătoare în apele australiene.
Armata Australiană a suferit o serie de înfrângeri în decursul primelor luni ale Războiului din Pacific. Divizia a 8-a și escadroanele RAAF din Malaya au format componenta cheie a forțelor Commonwealthului care nu au fost capabile să oprească o mică invazie japoneză care a debarcat la 7 decembrie, în bătălia din Malaya. Forțele Commonwealthului au fost nevoite să se retragă la Singapore la sfârșitul lunii ianuarie dar au fost forțate să se predea la 15 februarie, după ce japonezii au capturat majoritatea insulei. Mici trupe australiene au mai fost de asemenea învinse la începutul anului 1942 în bătălia de la Rabaul, bătălia de la Ambon, bătălia din Timor și în bătălia din Java. Orașul australian Darwin a fost bombardat masiv de japonezi la 19 februarie cu scopul de a preveni transformarea sa într-o bază Aliată. Peste 22.000 de australieni au fost luați prizonieri  la începutul anului 1942 și au indurat condiții grele în captivitate. Prizonierii au fost subiectul malnutriției, al lipsei de tratament medical și al brutalității gardienilor. Drept rezultat, 8.296 prizonieri australieni au murit în captivitate.
Înfrângerea rapidă a Aliaților în Pacific a cauzat panica și teama că japonezii vor invada continentul australian. Elemente ale Marinei Imperiale Japoneze au propus acest plan la începutul lui 1942 dar s-a considerat de către Comandamentul Central Imperial ca fiind imposibilă reușita lor și a adoptat, în schimb, o strategie prin care Australia să fie izolată de Statele Unite prin capturarea Noii Guinee, a Insulelor Solomon, Fiji, Samoa, și a Noii Caledonii. Aceste lucruri nu erau cunoscute de Aliați la acel moment iar Australia se găsea într-un proces puternic de extindere a capabilităților militare în preîntâmpinarea virtualei invazii nipone. Un mare număr de trupe ale Armatei Terestre a Statelor Unite și unități ale Forțelor Aeriene au sosit în Australia la începutul lui 1942 iar întreaga capacitate militară australiană a fost pusă sub comanda generalului Douglas MacArthur în martie.

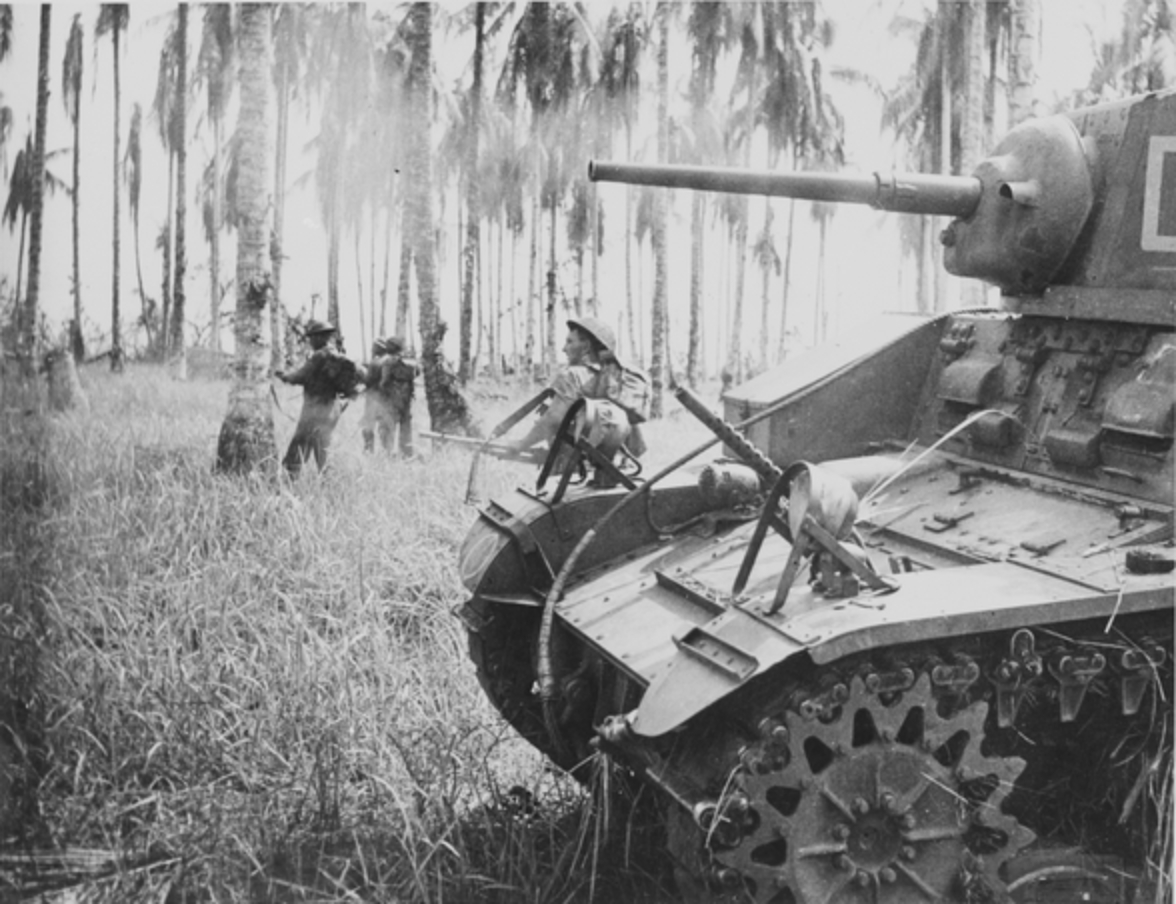
Infanteria australiană şi blindate în timpul asaltului final din Buna

Australienii au jucat un rol central în Campania din Noua Guinee dintre 1942 și 1943. După ce încercarea de debarcare la Port Moresby a eșuat prin înfrângerea din Marea Coralilor, japonezii au încercat capturarea importantului oraș din punct de vedere strategic prin traversarea Owen Stanley Ranges și Milne Bay. Unittățile armatei australiene au învins aceste ofensive în campania din trecătoarea Kokoda și bătălia de la Milne Bay având suportul RAAF și USAAF. Armatele celor două țări Aliate au atacat și capturat apoi bazele japoneze de pe coasta nordică a Papua prin luptele grele din Buna-Gona. S-a mai reușit stoparea tentativei japoneze de capturare a orașului Pau din ianuarie 1943 și au declanșat ofensiva prin Campania Salamaua-Lae din aprilie. La sfârșitul anului 1943, Diviziile a 7-a și a 9-a au jucat un rol major în Operațiunea Cartwheel, când au debarcat la est și vest de Lae și au securizat peninsula Huon în timpul Campaniei din Peninsula Huon și a celei din Finisterre Range.
Continentul australian a intrat sub atacurile japoneze între 1942-1943. Submarinele nipone au operat în apele australiene din mai până în august 1942 apoi din ianuarie până în iunie 1943. Atacurile vizau tăierea liniilor de aprovizionare Aliate dintre Australia - Statele Unite - Noua Guinee dar s-au dovedit ineficiente. Bombardierele japoneze au lovit bazele Aliate din nordul continentului în raiduri aeriene desfășurate între 1942-1943, baze care erau utilizale pentru operațiunile Campaniei din Zona Nord Vest împotriva pozițiilor japoneze din Indiile Olandeze de Est (NEI).

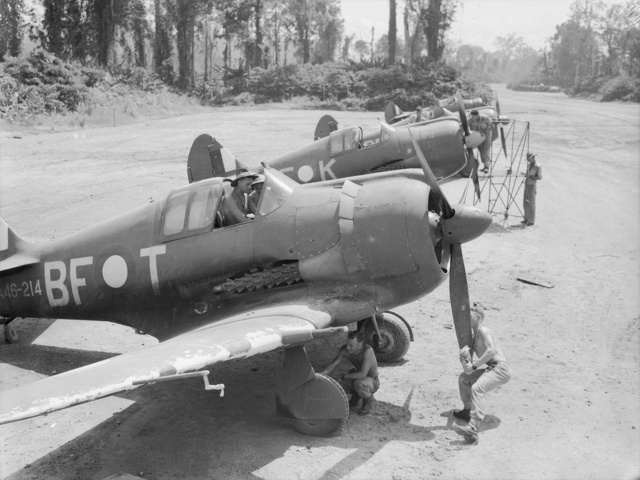
Avionul de vânătoare proiectat de australieni CAC Boomerang; Bougainville, începutul anului 1945

Rolul Australiei în războiul din Pacific a scăzut începând cu 1944. Creșterea dimensiunilor forțelor Statelor Unite din Pacific au făcut inutile eforturile guvernului australian de a dispune de o capacitate militară sporită prin munca forțată preferându-se reducerea dimensiunilor armatei și concentrarea eforturilor pentru producția de război. Totuși, guvernul a dorit ca armata să rămână activă și a acceptat propunerile generalului MacArthur ca aceasta să fie folosită în campanii de importanță redusă. La sfârșitul lui 1944, trupele australiene și escadrilele RAAF au înlocuit garnizoanele americane din estul Noii Guinei, Noua Britanie și Bougainville și au lansat ofensive care vizau eliminarea sau izolarea trupelor japoneze rămase în aceste zone. În mai 1945, unitățile din Corpul I, Forța I de Tactică Aeriană Australiană, USAAF și USN au declanșat Campania din Borneo care a continuat până la sfârșitul războiului. Dar aceste campanii au contribuit în mică măsură la înfrângerea Japoniei și rămâne un subiect controversat utilitatea lor.
După capitularea Japoniei la 15 august 1945, Australia și-a asumat responsabilitatea pentru ocuparea insulei Borneo și a estului Indiilor Olandeze de Est până la reinstaurarea conducerii coloniale olandeze și britanice. Autoritățile australiene au mai condus o serie de procese pentru crime de război ale personalului japonez. 993.000 de australieni au fost înrolați pe parcursul războiului, 557.000 servind peste ocean. Pierderile numără 39.767 morți și 66.553 de soldați răniți iar 20 de decorații Crucea Victoria au fost acordate militarilor australieni.

## Războiul Rece

### Războiul din Coreea, 1950–1953

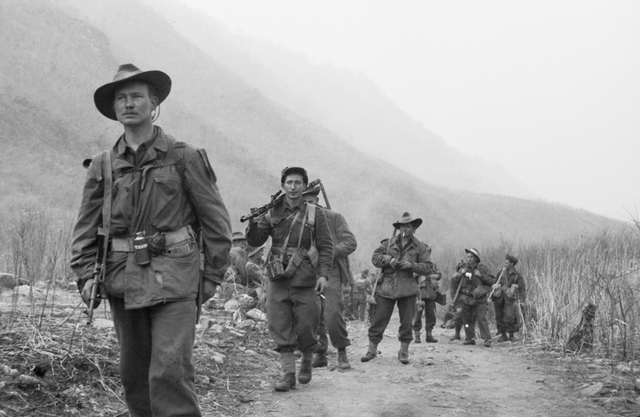
Membri ai Batalionului 3 din Regimentul Regal Australian, 1951

La 25 iunie 1950, armata nord coreeană a a traversat granița Coreei de Sud și a avansat spre capitala Seoul care a căzut în mai puțin de o săptămână. Forțele Coreei de Nord au continuat ofensiva înaintând spre portul din Pusan iar două zile mai târziu Statele Unite iși ofereau sprijinul Coreei de Sud. În răspuns, Consiliul de Securitate al ONU a cerut membrilor să ofere asistență pentru respingerea atacului nord coreean. Inițial, Australia a contribuit cu bombardiere P-51 Mustang din Escadrila 77 RAAF și infanteriștii Batalionului 3 al Regimentului Regal Australian (3 RAR), ambele fiind staționate în Japonia ca parte a Forțelor de Ocupație Britanice ale Commonwealthului (BCOF). În plus, Australia a furnizat majoritatea aprovizionării și a personalului auxiliar pentru Forțele Britanice ale Commonwealthului din Coreea.
Fregata Shoalhaven a RAN și distrugătorul HMAS Bataan au fost de asemenea angajate în război iar mai târziu s-a alăturat și portavionul ușor HMAS Sydney acestor forțe.
Totuși, până la sosirea 3 RAR în Pusan la 28 septembrie, armata nord coreeană se afla în retragere ca urmare a debarcărilor și luptelor din Inchon. Ca parte a forțelor de invazie și sub comanda Comandantului Suprem al trupelor Națiunilor Unite, generalul Douglas MacArthur, batalionul a marșat spre nord și a fost implicat în prima sa acțiune majoră în apropiere de Pyongyang, avansând apoi spre râul Yalu. În urma intervenției chineze, forțele Națiunilor Unite au fost învinse în bătălii succesive și forțate să se retragă la paralelea 38.
Trupele australiene au participat la două bătălii majore în 1951, prima la Kapyong. La 22 aprilie, armatele chineze au atacat valea Kapyong forțând  retragerea apărătorilor sud coreeni iar trupelor australiene și canadiene le-a fost ordonată stoparea ofensivei chineze. Cu prețul vieții a 32 de soldați, cu 59 de răniți și după o noapte de lupte, australienii au recapturat pozițiile. În iulie 1951, batalionul a devenit parte a forței combinate formate din trupe canadiene, engleze, neo-zeelandeze și indiene formând Divizia I Commonwealth. A doua bătălie majoră în care au fost implicați s-a desfășurat în timpul "Operațiunii Comando", după ce chinezii au atacat la o cotitură proeminentă a râului Imjin. Divizia I Commonwealth a contraatacat la 3 octombrie lovind un număr de obiective care includea colinele 355 și 317 iar după cinci zile trupele chineze se retrăgeau. Pierderile australiene s-au ridicat la 20 de morți și 104 răniți în lupta care avea să devină cunoscută sub numele de Prima Bătălie de la Maryang San.

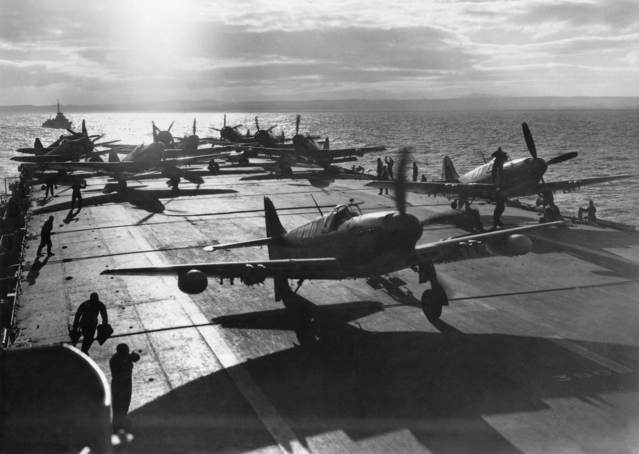
Avioane Firefly de la bordul portavionului Sydney decolând spre Coreea

Trupele beligeranților au devenit statice blocându-se într-un război de tranșee asemănător celui din Primul Război Mondial, soldații desfășurându-și activitatea în tuneluri, redute și forturi de aparare situate în spatele unor poziții defensive întărite cu garduri de sârmă ghimpată. Din 1951 până la sfârșitul războiului, 3 RAR a păstrat pozițiile tranșeelor din partea estică a diviziei, cele din colinele situate la nord-est de râul Imjin. De partea cealaltă se găseau pozițiile chineze, la rândul lor putenic fortificate. În martie 1952, Australia a sporit implicarea sa terestră prin angajarea a încă două batalioane, trimițând pe front inițial 1 RAR care a rămas în Coreea timp de 12 luni și înlocuit apoi de 2 RAR în aprilie 1953. Ultima confruntare în care au fost implicați a avut loc între 24–26 iulie 1953, când 2 RAR a făcut față atacului concentrat al chinezilor de pe râul Samichon, provocând inamicilor pierderi semnificative cu prețul a 5 australieni uciși și alți 24 răniți.
Ostilitățile au fost suspendate la 27 iulie 1953. 17.808 australieni au servit în timpul războiului, 341 fiind uciși, 1.216 răniți iar 30 capturați.

### Urgența Malayană, 1950–1960
Urgența Malayană s-a declanșat la 18 iunie 1948, după ce trei manageri imobiliari au fost asasinați de membri ai Partidului Comunist Malayan (MCP). Implicarea australiană a început în iunie 1950 ca răspuns la solicitarea Marii Britanii, iar șase avioane Avro Lincoln din Escadrila 1 a RAAF și C-47 Skytrain Dakota din Escadrila 38 au fost trimise în Singapore pentru a forma Forța Aeriană a Orientului Îndepărtat (FEAF). Avioanele Dakota au fost ulterior utilizate în misiuni de transport, mișcări de trupe și parașutări de soldați precum și aruncarea manifestelor propagandistice și a foilor volante, în vreme ce bombardierele Lincoln au efectuat raiduri asupra bazelor Teroriștilor Comuniști (CT) din junglă. RAAF a înregistrat succese deosebite, în una din misiunile cunoscută sub denumirea de Operațiunea Termită, cinci bombardiere Lincoln au distrus 181 de tabere comuniste ucigând 13 adepți comuniști și forțând predarea unuia, o operațiune efectuată în conjuncție cu trupele terestre și RAF.
Trupele terestre australiene au fost desfășurate în Malaya în octombrie 1955 ca parte a Rezervei Strategice din Orientul Îndepărtat. În ianuarie 1956, au ajuns în peninsulă primele unități constând în Batalionul 2 al Regimentului Regal Australian. 2 RAR a praticipat în principal la operațiuni de "curățire" în următoarele 20 de luni, efectuând misiuni de patrulare intensive în apropierea bazelor CT din junglă ca parte a Brigăzii 28 a Commonwealthului. Contactele cu inamicul au fost rare iar rezultatele reduse. 2 RAR a părăsit Malaezia în octombrie 1957 pentru a fi înlocuită de 3 RAR care, după 6 săptămâni de instrucție în junglă, a trecut la împingerea insurgenților MCP înapoi in junglă la Perak și Kedah. Noul batalion a efectuat la rândul său misiuni de patrulare intensive și a fost implicat în operațiunile de tăiere a liniilor de aprovizionare și în ambscade. Din nou, contactele militare au fost rare dar 3 RAR a înregistrat un succes mai mare decât predecesorul său. La sfârșitul anului 1959, operațiunile împotriva MCP se găseau în etapa finală, majoritatea comuniștilor fiind împinși de pe pozițiile strategice sau peste granița thailandeză. 3 RAR a părăsit Malaezia în octombrie 1959 fiind înlocuită de 1 RAR care a reluat misiunile de patrulare, de data aceasta la granița cu Thailanda dar contactele cu insurgenții au lipsit aproape total. În octombrie 1960 a fost din nou înlocuită cu 2 RAR care avea să rămână în Malaezia până în august 1963. Urgența Malayană s-a încheiat oficial la 31 iulie 1960.
Australia a mai furnizat în timpul acestor operațiuni și suport de artilerie și genistic, alături o unitate specializată în construcția de aerodromuri. Marina Regală Australiană a servit în apele malayane și a avut acțiuni între 1956-1957 împotriva pozițiilor comuniste suspecte. Urgența a fost cel mai lung angajament militar din istoria militară a Australiei; 7.000 de australieni au servit iar 51 au murit în Malaya - dintre care doar 15 în operațiuni - și 27 au fost răniți.

### Creșterea puterii militare și navale din deceniul al șaselea

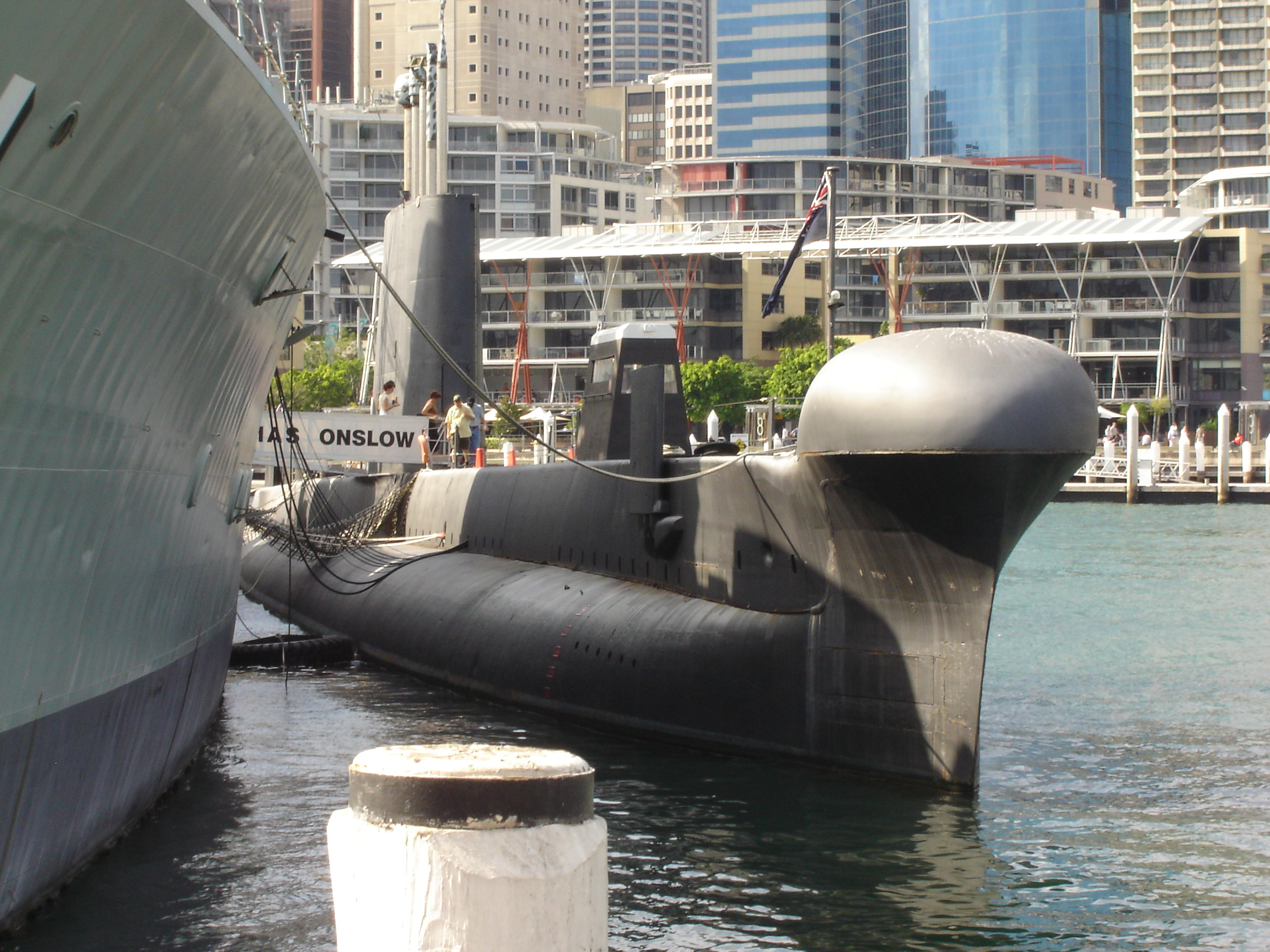
Submarinul HMAS Onslow de clasă Oberon la Muzeul Maritim Naţional al Australiei

La începutul anilor 1960, primul ministru Robert Menzies e xstins puternic capacitatea militară, astfel încât să se poată realiza politica guvernamentală de Apărare Avansată în Asia de Sud-Est. În 1964, Menzies a anunțat o creștere importantă a cheltuielilor în domeniul apărării. Puterea Armatei Australiene va crește cu 50% în decursul a trei ani prin creșterea efectivelor de la 22.000 la 33.000, alcătuindu-se trei noi brigăzi de divizie cu 9 batalioane. RAAF și RAN vor crește de asemenea cu 25%. În 1964, serviciul militar a fost reintrodus prin National Service Act, pentru tinerii care împlineau 20 pe baza datei de naștere, cu o perioadă de doi ani de serviciu continuu cu normă întreagă.
În 1961, trei distrugătoare de clasă Charles F. Adams au fost cumpărate de la Statele Unite pentru înlocuirea celor învechite de clasă Q. În mod tradițional, RAN a selectat oferta pe baza asemănărilor de proiectare cu cele ale Marinei Regale britanice. HMAS Perth și HMAS Hobart s-au alăturat flotei în 1965, urmate de HMAS Brisbane în 1967. Alte proiecte prevedeau construcția a șase fregate de escortă de clasă River, modificarea și conversia portavionului HMAS Melbourne în rol anti-submarin, achiziționarea a zece elicoptere Wessex și cumpărarea a șase submarine de clasă six Oberon.
RAAF a preluat primul avion Mirage în 1967, echipând Escadrilele 3, 75 și 77 cu următoarele livrări. Serviciul a mai primit bombardiere strategice americane F-111, transportoare C-130 Hercules, avioane de recunoastere maritimă Orion și modelul italian de avion de antrenament Macchi.

### Confruntarea indoneziano-malaeziană, 1962–1966

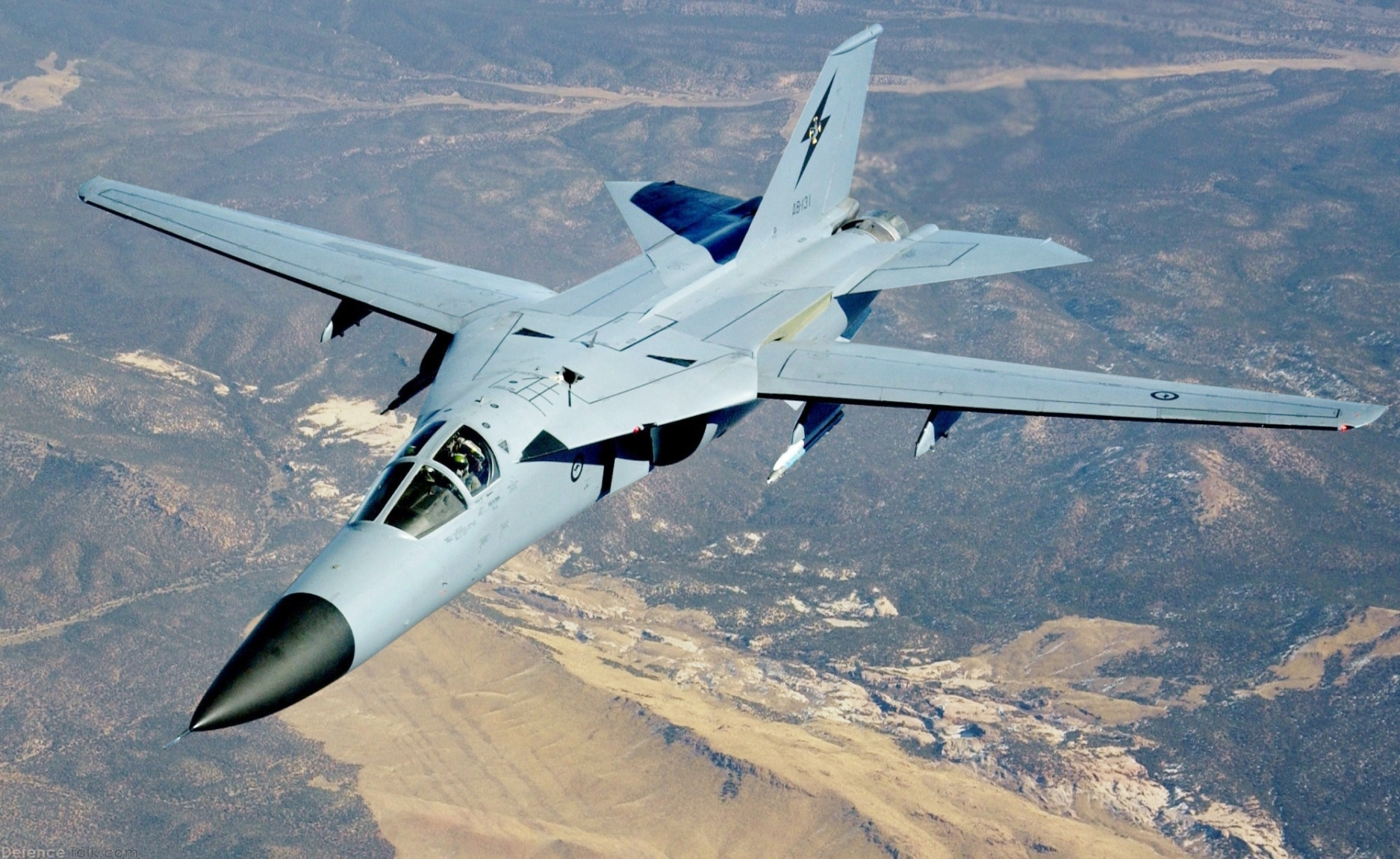
Un avion F-111 al RAAF. Avioanele F-111 vor fi retrase din serviciu în 2010.

Confruntarea indonezioano-malaeziană a fost lupta dintre anii 1962 și 1966 dintre Commonwealthul Națiunilor și Indonezia asupra creării Federației Malaeziene, Commonwealthul încercând să asigure securitatea noului stat. Războiul a rămas limitat geografic, s-a purtat în principal pe insula Borneo chiar dacă au avut loc și o serie de incursiuni indoneziene aeriene și maritime în Peninsula Malacca. Ca parte a angajamentului continuu al Australiei de garantare a securității Malaeziei, unitățile armatei, marinei și aviației au staționat în bazele de aici compunând Rezerva Strategică a Orientului Îndepărtat. Pentru că voința guvernului australian nu era aceea de a se angaja într-un război cu Indonezia, implicarea s-a limitat inițial exclusiv la apărarea peninsulei. În două ocazii, trupele australiene din 3 RAR au fost folosite pentru operațiuni de "curățire" în cadrul infiltrărilor aeriene și maritime de la Labis și Pontian, din septembrie și octombrie 1964.
După aceste raiduri, guvernul a dat curs solicitărilor britanice și malaeziene și a desfășurat un batalion de infanterie în Borneo. Pe timpul fazelor timpurii, trupele britanice și malaeziene au încercat doar să obțină controlul graniței dintre Malaezia și Indonezia și să protejeze centrele populate. Totuși, pe când batalionul era desfășurat în Borneo, guvernul britanic a decis să adopte acțiuni mai agresive traversând granița pentru culegerea de informații și cu scopul obligării trupelor indoneziene la adoptarea de poziții defensive, operațiune cu numele de cod Claret. Luptele s-au purtat în regiuni muntoase, acoperite de junglă și cu un climat debilitant, cu operațiuni caracterizate prin utilizarea extensivă a taberelor de-a lungul graniței, operațiuni transfrontaliere, utilizarea elicopterelor pentru mișcările de trupe și a rolului spionajului și interceptări de comunicații pentru determinarea pozițiilor inamice și a intențiilor acestora.
3 RAR a fost desfășurată în Borneo în luna martie a anului 1965 și a servit în Sarawak până la sfârșitul lui iulie operând de ambele părți ale frontierei. Batalionul a avut patru contacte majore cu trupele indoneziene și multe altele mai mici - incluzând bătăliile de Sungei Koemba, Kindau și Babang — precum și pierderi în urma a două incidente cu mine terestre. Batalionul 4 al Regimentului Regal Australian (4 RAR) a servit în perioada mai slabă în evenimente militare dintre aprilie și august 1966, operând de asemenea peste graniță și ciconindu-se cu trupele indoneziene în câteva ocazii. Un escadron al Regimentului Serviciului Special Aerian (SASR) a fost desfășurat în 1965 și apoi în 1966, luând parte la operațiunile transfrontaliere și provocând pierderi semnificative indonezienilor, chiar daca acest escadron a fost folosit în principal pentru misiuni de recunoaștere sub acoperire. Alte unități au inclus artilerie și geniști în vreme ce un număr de nave ale RAN au fost implicate în bombardarea pozițiilor indoneziene din Borneo și respingerea infiltrărilor din Strâmtoarea Singapore. RAAF a jucat un rol relativ minor deși se prevedea utilizarea sa mult mai intens în cazul escaladării confruntărilor.
Operațiunile din Borneo au fost extrem de sensibile și au fost puțin acoperite ca subiect de presă de către mass media australiană, în vreme ce recunoașterea oficială a implicării australiene în misiunile transfrontaliere s-a petrecut abia în 1996. În urma loviturii militare de stat din Indonezia de la începutul anului 1966 care l-a adus la putere pe generalul Suharto, un tratat de pace care punea capât conflictului a fost semnat în august 1966. 3.500 de australieni au servit în timpul Confruntării iar pierderile includ 16 morți dintre care 7 în acțiune iar opt soldați au fost răniți.

### Războiul din Vietnam, 1962–1973

Imagine emblematică a soldaţilor din 7 RAR în aşteptarea elicopterelor UH-1 Iroquois pentru efectuarea unor misiuni de căutare.

Australia, ca și Statele Unite, a susținut Vietnamul de Sud încă de la începutul anilor 1960. În 1961 și 1962, liderul guvernului din Vietnamul de Sud  Ngo Dinh Diem a cerut sprijin Statelor Unite și aliaților săi pentru îmbunătățirea securității. Australia și-a oferit 30 de consilieri militari sub forma Armatei Australiene de Instrucție din Vietnam cunoscută adesea sub denumirea colocvială "The Team" (Echipa). Aceștia au sosit în iulie 1962 marcând implicarea australiană în război. În august 1964, RAAF a trimis un eșalon format din avioane de transport Caribou la Vung Tau, un oraș port. La începutul anului 1965, Statele Unite au sporit implicarea în acest război la 200.000 de trupe aflate pe pământ vietnamez; Australia a dislocat ulterior 1 RAR pentru a servi alături de Brigada Aeriană 173 a Statelor Unite US din provincia Bien Hoa în iunie 1965 și a luptat într-un număr de bătălii majore la Gang Toi, pădurile Ho Bo și Suoi Bong Trang.
În martie 1966, guvernul australian a anunțat desfășurarea unei unități de dimensiunea unei brigăzi denumite Grupul Operativ 1 Australian (Australian Task Force 1) care să înlocuiască 1 RAR. Acesta includea un mare număr de soldați înrolați prin controversata Lege a Serviciului Național din 1964. Format din două batalioane de infanterie precum și blindate, aviație, artilerie și cu suportul altor arme, grupului operativ i-a fost trasată responsabilitatea unei zone proprii cu baza la Nui Dat, în provincia Phuoc Tuy. Erau incluse elicopterele Iroquois ale Escadrei 9 a RAAF. La bătălia de la Long Tan din 18 august 1966, Compania D, 6 RAR și un suport considerabil de artilerie au reușit să învingă trupele Viet Congului care erau de cel puțin șase ori mai numeroase. 18 australieni au fost uciși iar 24 răniți, de partea forțelor comuniste 254 fiind uciși și recuperați ulterior de pe câmpul de luptă.
Alte acțiuni notabile australiene includ Operațiunea Coburg din timpul Ofensivei Tet din 1968, bătălia de la Coral-Balmoral din mai și iunie 1968, bătălia de la Binh Ba din iunie 1969, bătălia de la Hat Dich din decembrie 1968 - ianuarie 1969 și bătălia de la Long Khanh din iunie 1971. Angajamentul australian a constat în implicarea ATF 1 care număra 8.500 de soldați, inclusiv trei batalioane de infanterie, blindate, arttilerie, geniști și unități aviatice ca suport. O a treia unitate RAAF, Escadra 2, echipată cu bombardiere Canberra, a fost trimisă în 1967 iar patru distrugătoare ale RAN s-au alăturat patrulelor Statelor Unite din apele Vietnamului de Nord.
Armatele australiene s-au retras din Vietnam în 1973. Mai mult de 50.000 de soldați au servit în Vietnam; 519 au fost uciși iar 2.398 răniți. Patru militari australieni au fost decorați cu Victoria Cross.

## Epoca post Vietnam

### Crearea Forței Defensive Australiene, 1976
Deși importanța unității de comandă pentru combinarea armelor și serviciilor tuturor forțelor militare fusese subliniată în timpul celui de-al Doilea Război Mondial când unitățile navale, aeriene și terestre serviseră sub o comandă unică, absența unei autorități centrale a continuat să aibă consecința într-o coordonare deficitară între servicii în perioada de după război, fiecare organizându-se și operând pe baze de doctrină militară diferite. Nevoia unei structuri integrate de comandă a căpătat mai mult accent în timpul experiențelor militare australiene din Războiul din Vietnam. În 1973, Secretarul Departamentului de Apărare, Arthur Tange, a transmis un raport guvernului prin care recomanda unificarea diferitelor departamente ale fiecărui serviciu într-un singur departament și crearea funcției de Șef al Forțelor de Apărare.
Guvernul lui Gough Whitlam a amalgamat ulterior cele cinci ministere de apărare (Apărare, Marină, Armată, Aviație și Aprovizionare) într-un unic Departament al Apărării în anul 1973, în timp ce legea serviciului militar a fost abolită. La 1 ianuarie 1976, cele trei arme ale armatei australiene au fost unificate și formate exclusiv din voluntari profesioniști formând Forța Defensivă Australiană (ADF). În prezent (2010), cartierul general al ADF sunt Birourile Russel din Canberra și cuprind comandamentele Aviație, Armata Terestră, Marina și Operațiunile Speciale. În completare, Comandamentul Nordic are baza la Darwinși este responsabil cu operațiunile din Australia de Nord, zonă ce cuprinde Queensland și Teritoriul de Nord precum și secțiunea nordică a Australiei de Vest de la latitudinea 26° sud.

### Apararea australiană în anii '80 și '90
Până în anii '70, strategia militară australiană era centrată pe conceptul Apărării Avansate în care rolul militar australian era cooperarea cu forțe aliate pentru preîntâmpinarea amenințărilor din zona continentală. În 1969, cînd Statele Unite au inițiat Doctrina Guam iar britanicii s-au retras la "est de Suez", Australia a dezvoltat o politică de apărare accentuând încrederea de sine în capacitățile continentului. Această politică este cunoscută drept Politica de apărare a Australiei, în care principala preocupare defensivă este protejarea națiunii de eventuale amenințări externe posibile prin zona maritimă nordică ("gaura aero-navală").
În conformitate cu acest țel, ADF a fost restructurată astfel încât să îi fie crescută abilitatea de a putea lovi forțele inamice pornind din bazele australiene și să se poată contracara raidurile asupra zonei continentale. ADF a realizat asta prin sporirea capabilităților RAN și RAAF și mutând unitățile regulate ale Armatei în Australia de Nord. În același timp, ADF nu dispunea nu dispunea de unități operaționale desfășurate în afara Australiei, abia în 1987 efectuând prima acțiune ca parte a Operațiunii Morris Dance, în care câteva vase de luptă și companii de pușcași au fost trimise în apele republicii Fiji ca răspuns al loviturii de stat din Fiji. Fiind un succes, linii mari, această desfășurare a subliniat pentru ADF necesitatea îmbunătățirii capacităților sale de a răspunde rapid la evenimente neprevăzute.

### Războiul din Golf, 1991

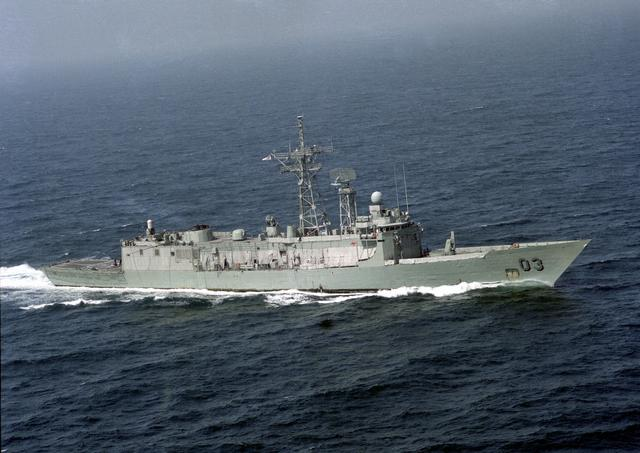
HMAS Sydney în Golful Persic, 1991

Australia a fost membru al coaliției internaționale care a contribuit cu forțe militare la Războiul din Golf, desfășurând un grup operativ naval format din două vase de război, o navă auxiliară și o echipă de scafandri militari, în total aproximativ 750 de soldați. Contribuția a constat în angajarea personalului australian într-o zonă de război activă fiind prima de acest tip de la înființarea ADF și testându-se astfel structura sa de comandă. Totuși, trupele nu au intrat în focul războiului jucând un rol important doar în embargoul și sancțiunile impuse Irakului în urma invaziei din Kuweit. Doar o mică parte a personalului ADF a fost parte combatantă, în urma unui schimb de soldați cu unitățile americană și britanică iar dintre aceștia câțiva au fost decorați ulterior pentru acțiunile lor. În urma războiului, Marina a trimis o fregată (înlocuită periodic) în Golful Persic și Marea Roșie pentru a veghea la respectarea sancțiunilor care continuă să fie aplicate Irakului.

### Securitatea mondială, finalul anilor '90
Începând din 1980, guvernul australian a avut o tendință crescătoare de a solicita ADF să contribuie cu trupe în misiuni de menținere a păcii de pe întreg globul. În timp ce majoritatea acestor angajamente implicau doar un număr redus de specialiști, altele au necesitat implicarea a sute de militari. Mari desfășurări în misiuni de menținere a păcii au avut loc în Namibia la începutul anului 1989, Cambodgia între 1992 și 1993, Somalia în 1993, Rwanda între 1994 și 1995, Bougainville în 1994 și din nou în 1997.
Alegerea liberalului Howard în 1996 a condus la reforme semnificative în structura și rolul forțelor ADF, noua strategie guvernamentală punând mai puțin accent pe apărarea în fața atacurilor directe și mai mult pe lucrul în cooperare cu statele regionale și aliații săi tradiționali pentru gestionarea eventualelor amenințări de securitate a intereselor australiene globale. În conformitate cu această nouă orientare, structura ADF s-a schimbat în încercarea de a crește proporția unităților combatanțe și a celor de sprijin, îmbunătățind astfel eficiența de luptă a ADF.

## Noul mileniu

### Timorul de Est, 1999–prezent (2010)
Fosta colonie portugheză Timorul de Est a fost invadată de Indonezia în 1975, dar, în urma anilor de luptă violentă, noul guvern indonezian al președintelui B.J. Habibie a convenit ulterior să permită un referendum pentru deciderea autonomiei în 1999. Misiunea Națiunilorn Unite în Timorul de Est (UNAMET) a fost înființată pentru organizarea procesului de votare care s-a desfășurat la sfârșitul lunii august 1999 rezultatul fiind de 78,5% din răspunsuri în favoarea independenței. După anunțul rezultatului referendumului, milițiile pro-indoneziene susținute de elemente ale armatei indoneziene au lansat o campanie de violențe, jafuri și incendieri, mulți locuitori ai Timorului de Est fiind uciși și aproximativ 500.000 strămutați. Incapabilă să controleze evenimentele, Indonezia a acceptat ulterior desfășurarea unei forțe multinaționale de menținere a pacii. Australia, care a contribuit cu unități polițienești la UNAMET, a organizat și condus coaliția militară internațională cunoscută sub denumirea de Forța Internațională pentru Timorul de Est (INTERFET), o forță non-ONU operând în concordanța cu rezoluțiile ONU. Totalul trupelor militare australiene angajate în acest proces s-a ridicat la 5.000 de cadre.
Sub comanda generală a generalului maior australian Peter Cosgrove, INTERFET a sosit la 12 septembrie 1999 și a fost însărcinat cu restaurarea păcii și securității, protecția și sprijinul UNAMET, și sprijinirea operațiunilor de asistență umanitară. Odată cu retragerea trupelor armate indoneziene, a forțelor de poliție și a oficialilor guvernului indonezian din Timorul de Est, UNAMET și-a restabilit cartierul general în Dili la 28 septembrie. La 19 octombrie 1999, Indonezia a recunoscut formal rezultatele referendumului și, la scurt timp după aceea, o forță militară a ONU de menținere a păcii, Administrația de Tranziție a Națiunilor Unite din Timorul de Est (UNTAET) a fost înființată devenind pe deplin responsabilă de administrarea Timorului de Est pe timpul tranziției sale către independență. Predarea de comandă a operațiunilor militare dintre INTERFET și UNTAET a fost finalizată la 28 februarie 2000. Australia a continuat sprijinirea misiunii ONU de menținere a păcii cu un număr de 1.500-2.000 de cadre precum și un număr de avioane și elicoptere Blackhawk rămânând cel mai mare contribuitor militar din misiunea ONU. În timpul acestor operațiuni, trupele australiene s-au ciocnit în mod regulat cu milițiile pro-indoneziene și în căteva ocazii cu forțele indoneziene, în special de-a lungul graniței cu Timorul de Vest. Acțiuni semnificative s-au înregistrat în Suai, Mota'ain și la Aidabasalala în octombrie 1999. Odată situația securității stabilizată, cea mai mare parte a trupelor australiene și ale Națiunilor Unite au fost retrase până în 2005. Doi australieni au murit din cauze independente acțiunilor militare în timp ce alții au fost răniți în acțiune.
Desfășurarea militară neașteptată din Timorul de Est din 1999 a condus către schimbări semnificative în politica de apărare australiană și la o sporire a capacității ADF de a conduce operațiuni în afara continentului iar succesul era în contrast evident cu deficiența relevată în timpul Războiului din Vietnam de ADF de a monta și susține astfel de operațiuni. În consecință, Defence White Paper din anul 2000 a pus un accent sporit pe pregătirea ADF pentru desfășurările de peste ocean. Guvernul s-a angajat să îmbunătățească masiv capabilitățile ADF prin dezvoltarea disponibilității și echipamentelor unităților combatante, extinderea cadrelor la un număr de 57.000 cu normă întreagă și creșterea bugetului real destinat Apărării cu 3% pe an.
În mai 2006, 2.000 de soldați ADF au fost trimiși din nou în Timorul de Est ca parte a Operațiunii Astute, urmare a tulburărilor unor elemente ale Forței de Apărare a Timorului de Est. Trupele au fost implicate într-o serie de altercații, inclusiv o ciocnire violentă cu rebelii conduși de Alfredo Reinado la Same la 4 martie 2007. Până la începutul anului 2010, situația securității fusese stabilizată și doar 400 de cadre au rămas pentru a instrui forțele de securitate locale, ca parte a unei mici forțe internaționale.

### Afganistan, 2001–prezent (2010)

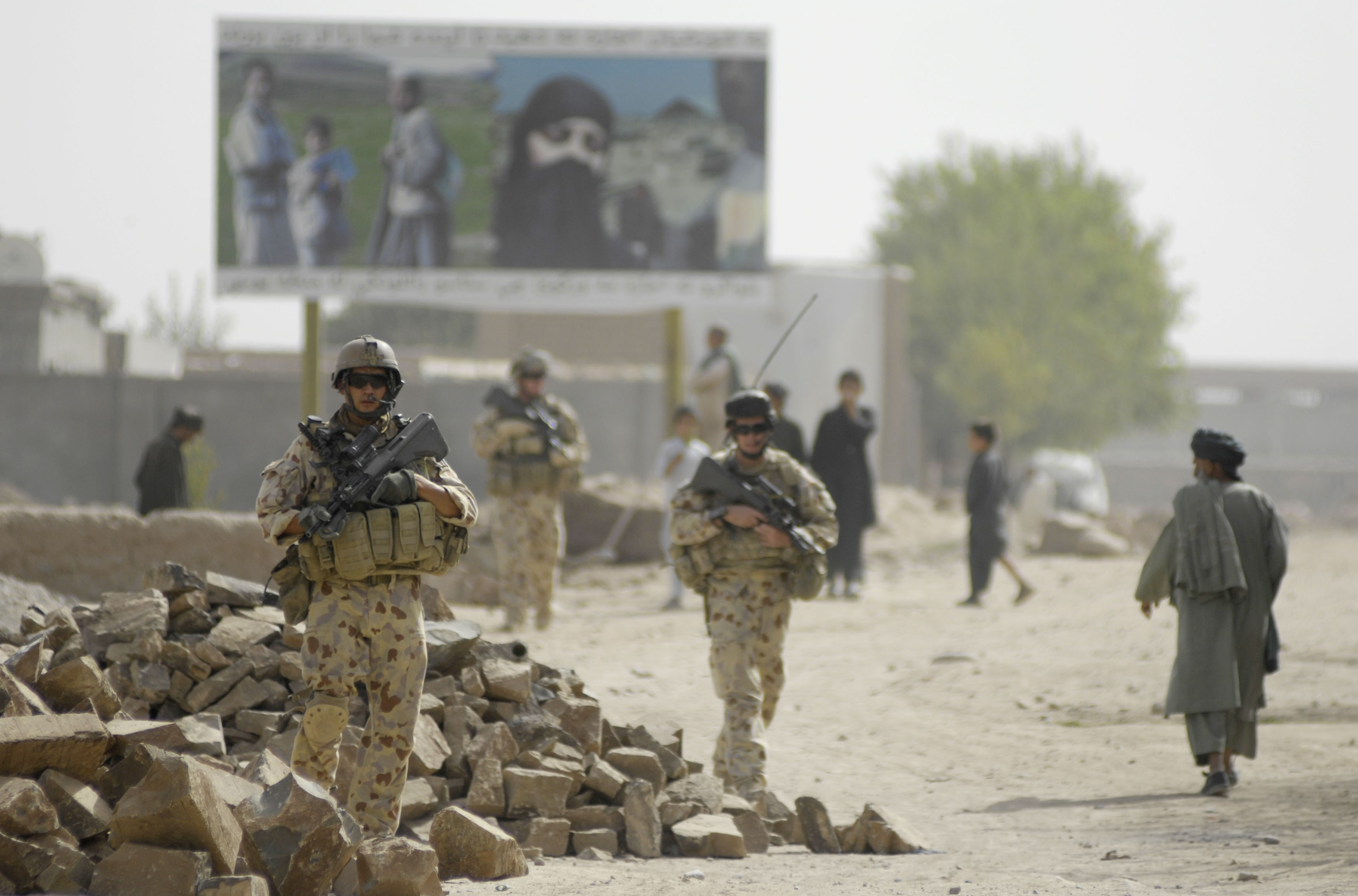
Patrulă de infanterie din 3 RAR în apropiere de oraşul Tarin Kowt, august 2008

La scurt timp după atentatele din 11 septembrie 2001 din New York și Washington, trupele australiene s-au angajat în coaliția internațională de luptă împotriva terorismului condusă de Statele Unite. Cea mai vizibilă contribuție a ADF — cu numele de cod Operațiunea Slipper — a fost un grup operativ special care a activat în Afghanistan din 2001 până în 2002 și apoi din nou de la mijlocul anului 2005 în lupta împotriva talibanilor. Cu timpul, contribuția australiană a crescut prin implicarea adițională de trupe terestre începând cu 2006, pentru a conferi securitate, reconstrucție și pregătire Armatei Naționale Afghane. Australia a mai deplasat o fregată, două avioane de recunoaștere AP-3 Orion și trei avioane de transport C-130 Hercules pentru operațiunile internaționale din Golful Persic și Oceanul Indian începând cu 2001, sprijinind ambele operațiuni - cea din Afghanistan și cea din Irak cu numele Operațiunea Catalyst. Un detașament de patru avioane de vânătoare și atac la sol F/A-18 Hornet a avut baza la Diego Garcia începând de la sfârșitul lui 2001 până la mijlocul anului 2002, în timp ce doua avioane de alimentare în aer Boeing 707 au staționat la Baza Aeriană Manas din Kîrgîzstan pentru a conferi suport avioanelor coaliției care activau în spațiul aerian afghan, dar au fost retrase ulterior.

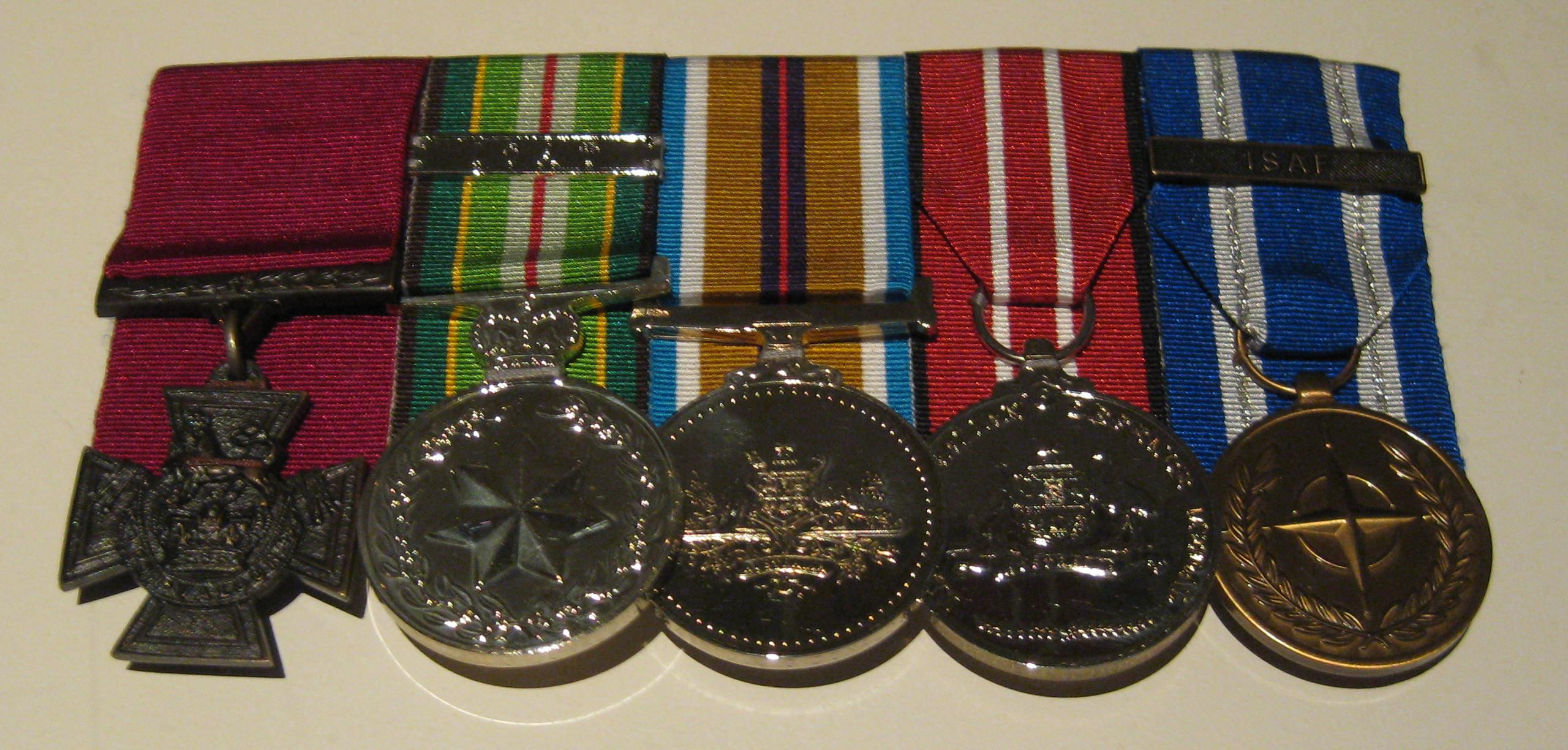
Medaliile lui Mark Donaldson expuse la Australian War Memorial, martie 2009. Prima din stanga este Crucea Victoria pentru Australia

Începând din 2010, doar o forță modestă de 1.550 de soldați australieni au rămas în Afghanistan fiind implicată în operațiuni împotriva insurgenților din provincia Uruzgan în conjuncție cu olandezii și alte trupe ale coaliției. Detașamentul era format din infanterie motorizată, trupe speciale, geniști cavalerie, artilerie și elemente aviatice și include un grup de luptă al armelor combinate cunoscut sub denumirea de Mentoring Task Force și un Grup de Operațiuni Speciale, ambele cu baza la Ripley din exteriorul orașului Tarin Kowt; Rotary Wing Group echipat cu elicoptere CH-47D Chinooks, bunurile logistice ale Forței și un radar de supraveghere aeriană al RAAF au baza în Kandahar. Adițional, 800 de oameni din personalul logistic sunt de asemenea staționați în Orientul Mijlociu cu scopul acordării de sprijin rapid dar sunt localizați în afara Afghanistanului. Detașamente de aeronave de patrulare maritimă și transport continuă să sprijine operațiunile din Irak și Afghanistan, cu baza în Tabăra Mirage de la Baza Aeriană Minhad din Emiratele Arabe Unite. Mai este inclusă și o fregată a RAN dislocată în Marea Arabiei și Golful Aden în acțiuni împotriva pirateriei și la vegherea respectării interdicțiilor.
Până în septembrie 2010, pierderile australiene se cifrează la 21 soldați uciși și 149 răniți, în vreme ce alți australieni au murit servind în Armata Britanică. Soldatul Mark Gregor Donaldson a fost decorat cu Crucea Victoria pentru Australia, prima asemenea decorație în 40 de ani.

### Irak, 2003–prezent (2010)
Trupele australiene s-au alăturat apoi celor americane și britanice în timpul Invaziei Irakului din 2003. Contribuția inițială a fost una modestă constând în doar 2.058 de cadre militare — nume de cod Operațiunea Falconer. Elementele majore ale forței includeau trupe speciale, elemente de aviație și unități navale. Trupele proveneau din Regimentul Serviciului Special Aerian Australian (SASR) și 4 RAR, un detasament echipat cu elicoptere CH-47 Chinook și un număr de alte unități speciale. RAN a deplasat vasul amfibie HMAS Kanimbla și fregatele HMAS Darwin și HMAS Anzac iar RAAF a desfășurat 14 avioane F/A-18 Hornet din Escadra 75, un număr de avioane AP3-C Orion și C-130 Hercules. Notabil este faptul ca Grupul Operativ Special Australian a fost unul din primele trupe ale coaliției care au traversat granița spre Irak iar pentru câteva zile forțele SASR reprezentau cele mai apropiate trupe terestre de Bagdad. Pe durata invaziei, RAAF a efectuat primele sale misiuni de luptă efective de la Războiul din Vietnam, Escadrila 75 efectuând 350 de ieșiri lansând 122 de bombe cu ghidaj laser.

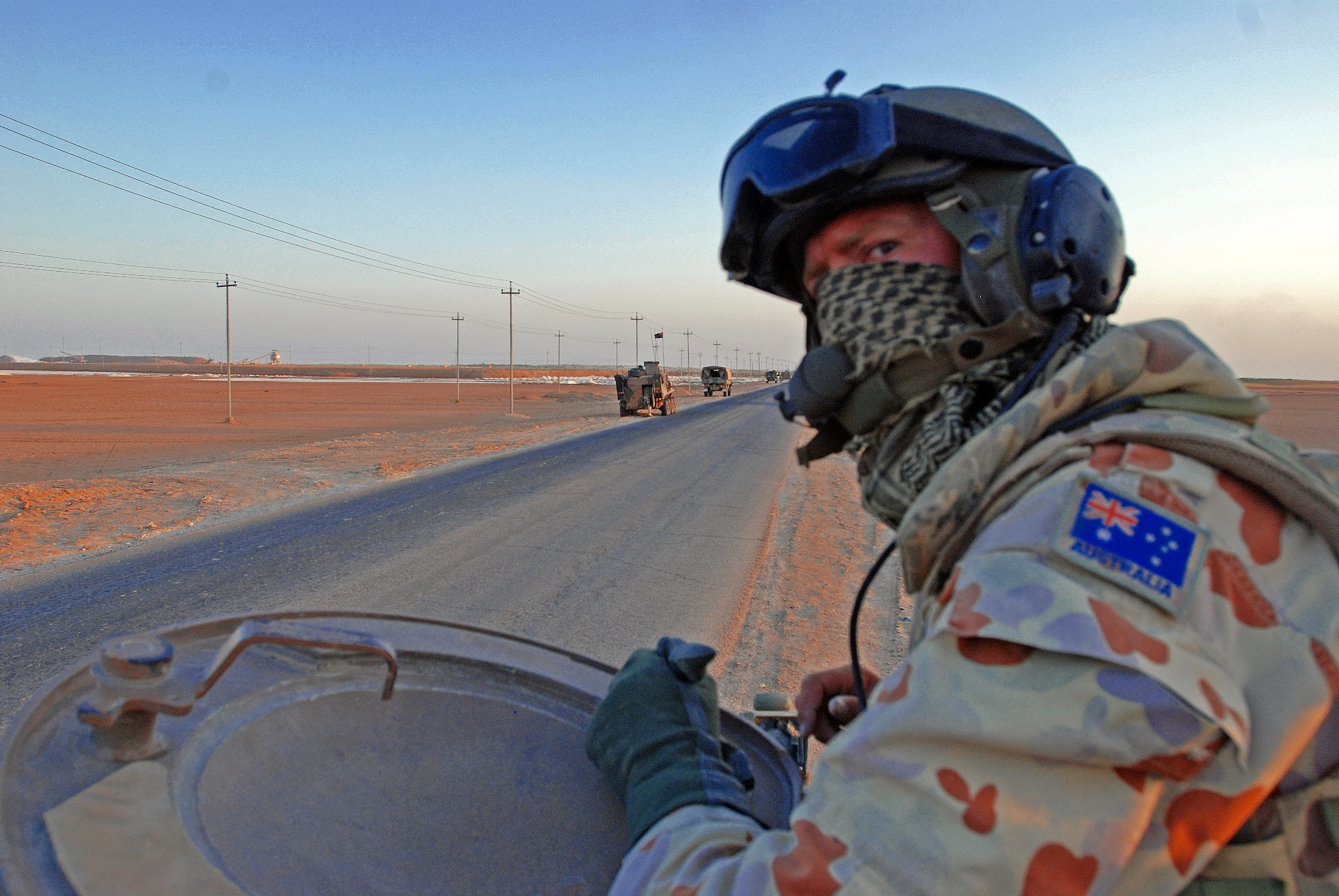
Soldat australian în misiune de recunoaştere în Irak, octombrie 2007.

Puterea militară irakiană nu a rezistat prea mult în fața trupelor de coaliție și, odată cu înfrângerea lor, majoritatea forțelor australiene au fost retrase. Inițial Australia nu a luat parte la ocuparea post-război a Irakului dar apoi un grup de blindate ușoare - Grupul Operativ Al Muthanna (AMTG) ce includea 40 de vehicule ASLAVși infanterie - a fost trimis în sudul Irakului în aprilie 2005 ca parte a Operațiunii Catalyst. Rolul acestei forțe a fost protejarea contingentului de geniști japonezi din regiune și de instrucție pentru unitățile Noii Armate Irakiene. AMTG a devenit mai târziu Overwatch Battle Group (Vest) (OBG(W)), urmare a schimbului de autoritate al provinciei Al Muthanna controlului irakian. Trupele au atins nivelul de 1.400 de soldați în mai 2007 incluzând personalul OBG(W) din sudul Irakului, Detașamentul de Securitate din Bagdad și Echipa de Instrucție a Armatei Australiene - Irak. O fregată a RAN a avut baza în nordul Golfului Persic în vreme ce logistica RAAF includea avioane C-130H Hercules și AP-3C. În urma alegerii noului guvern liberal al primului ministru Kevin Rudd de la sfârșitul anului 2007, majoritatea acestor forțe au fost retrase până la mijlocul anului 2009 iar operațiunile RAAF și RAN au fost redirecționate spre alte zone ale Orientului Mijlociu ca parte a Operațiunii Slipper.
Operațiuni la nivel scăzut sunt încă în desfășurare (septembrie 2010) iar prezența militară australiană se reduce la 80 de soldați desemnați cu paza Ambasadei Australiei din Bagdad ca parte a SECDET în Operațiunea Kruger, doi ofițeri fiind atașați pe lângă Misiunea de asistență ONU pentru Irak. Deși mai mult de 17.000 de australieni au servit în operațiunile din Irak, pierderile au fost reduse doar doi soldați fiind uciși accidental în timp ce un al treilea a murit în serviciul Royal Air Force. 27 de soldați au fost răniți.

## Menținerea pacii

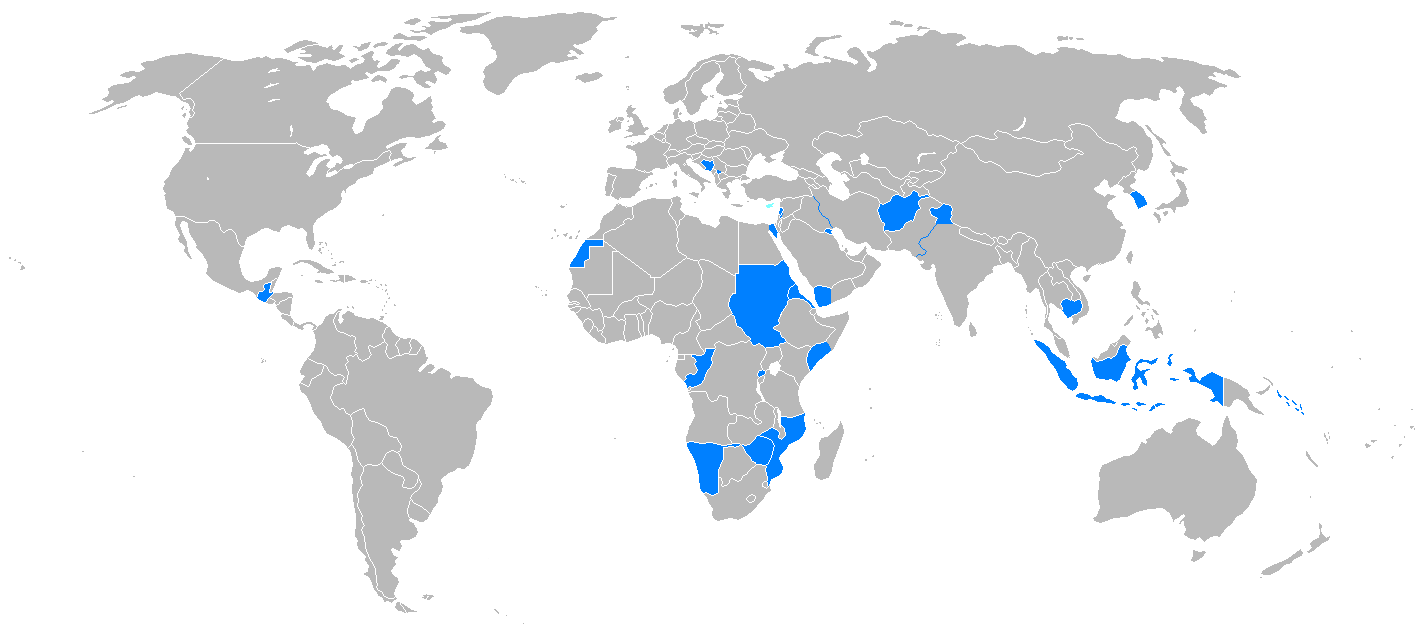
Desfăşurările militare australiene în misiuni de menţinere a păcii începând cu 1945

Implicarea Australiei în operațiunile internaționale de menținere a păcii a fost diversă și a inclus participarea la două misiuni organizate de ONU precum și ca parte a coalițiilor ad-hoc. Australienii au fost implicați în mai multe conflicte ca și garanți ai menținerii pacii decât ca beligeranți, "din punct de vedere comparativ internațional, Australia a activat doar moderat la menținerea păcii". Deși Australia a avut trupe de menținere a păcii în zonele încinse in mod continuu timp de 60 de ani - fiind printre primele grupuri de observatori militari ai Națiunilor Unite din Indonezia în 1947 - angajările sale au fost în general limitate, constând în trupe cu un număr mic de efective dar cu o înaltă pregătire tehnică și militară (informații, geniști sau unități medicale) sau observatori și efective de poliție. Acest model s-a schimbat la mijlocul anilor '90 când Australia a fost implicată într-o serie de operațiuni de înalt profil, desfâșurând în consecință trupe combative semnificative ca sprijin în misiuni precum cea a UNTAC din Cambodia dintre 1992–1993, cea a ONU din Rwanda, Operațiunea Solace din Somalia sau cele de mai târziu din Timorul de Est sau misiunea RAMSI din Insulele Solomon din 2003. Australia a participat la aproape 100 de misiuni separate care au implicat mai bine de 30.000 de cadre militare; 10 australieni au murit în timpul acestor operațiuni.

## Statistici militare
| Conflict                            | Data         | Număr înrolați | Morți  | Răniți       | Prizonieri de război                                                                               | Referințe |
| ----------------------------------- | ------------ | --- | ------ | ------------ | -------------------------------------------------------------------------------------------------- | --------- |
| Noua Zeelandă                       | 1860–1861    | Echipajul HMVS Victoria 2.500 în Regimentele Waikato | 1 <20  | 0 Necunoscut | 0                                                                                                  | [ 32 ]    |
| Sudan                               | 1885         | 770 în Contingentul Noului Wales de Sud | 9      | 3            | 0                                                                                                  | [ 32 ]    |
| Africa de Sud                       | 1899–1902    | 16.463 în contingentele coloniale și ale Colonial and Commonwealthului                                                                                     | 589    | 538          | 100                                                                                                | [ 32 ]    |
| China                               | 1900–1901    | 560 în Noul Wales de Sud, Australia de Sud și contingentele navale din Victoria                                                                            | 6      | Necunoscut   | 0                                                                                                  | [ 32 ]    |
| Primul Război Mondial               | 1914–1918    | 416.809 înrolați în Forțele Imperiale Australiene (incluzând Corpul Aerian Australian) 324.000 soldați AIF servind peste ocean 9.000 în RAN Total: 425.809 | 61.511 | 155.000      | 4.044 (397 au murit în captivitate)                                                                | [ 32 ]    |
| Războiul Civil Rus                  | 1918–1919    | 100–150 în NREF și NRRF 48 în Dunsterforce Echipajul HMAS Swan                                                                                             | 10     | 40           | 0                                                                                                  | [ 104 ]   |
| Al Doilea Război Mondial            | 1939–1945    | 727.200 în 2 AIF și Miliția 48.900 din RAN 216.900 în RAAF Total: 993.000                                                                                  | 39.761 | 66.553       | 8.184 (împotriva Germaniei și Italiei) 22.376 (împotriva Japoniei) (8.031 au murit în captivitate) | [ 32 ]    |
| Urgența Malayană                    | 1948–1960    | 7.000 în Armata terestră | 39     | 20           | 0                                                                                                  | [ 32 ]    |
| Războiul din Coreea                 | 1950–1953    | 10.657 în Armata terestră 4.507 în RAN 2.000 în RAAF Total: 17.164                                                                                         | 340    | 1.216        | 29 (1 a murit în captivitate)                                                                      | [ 32 ]    |
| Confruntarea indoneziano-malaeziană | 1962–1966    | 3.500 în Armata terestră | 16     | 9            | 0                                                                                                  | [ 32 ]    |
| Războiul din Vietnam                | 1962–1973    | 42.700 în Armata terestră 2.825 în RAN 4.443 în RAAF Total: 49.968                                                                                         | 521    | 2.398        | 0                                                                                                  | [ 32 ]    |
| Războiul din Golf                   | 1991         | 750 | 0      | 0            | 0                                                                                                  | [ 32 ]    |
| Somalia                             | 1992–1994    | 1.480 | 1      |              | 0                                                                                                  |           |
| Timorul de Est                      | 1999–prezent | | 2      |              | 0                                                                                                  | [ 32 ]    |
| Afghanistan                         | 2001–prezent | | 21     | 149          | 0                                                                                                  | [ 176 ]   |
| Irak                                | 2003–prezent | 17.000 | 3      | 27           | 0                                                                                                  | [ 32 ]    |